# 1996年のテレビ (日本)
1996年のテレビ（1996ねんのテレビ）では、1996年（平成8年）の日本におけるテレビジョン放送全般の動向についてまとめる。

## 番組関係のできごと

### 1月
- 5日 - 日本テレビ系列でこの日からスポーツ番組『アトランタの風』が放送開始（ - 9月27日）。ナレーションにはSMAPを起用。
- 8日
  - 日本テレビ系列で関東地区では時代劇再放送枠から海外ドラマ枠に変更（ - 9月26日）。
  - よみうりテレビ・日本テレビ系列で青山剛昌原作のミステリーアニメ『名探偵コナン』がこの日から放送開始（2025年現在も継続中）。
  - テレビ東京系列でこしたてつひろ原作のミニ四駆アニメ『爆走兄弟レッツ&ゴー!!』が放送開始（1997年には『爆走兄弟レッツ&ゴー!!WGP』、1998年には『爆走兄弟レッツ&ゴー!!MAX』として3年間放映された）。
- 12日
  - テレビ東京の番宣番組『週刊!テレビ五つ星』が放送時間枠移動。
  - 日本テレビ系列の健康情報番組『高塚光の飛べ!ドーパミン!』が放送開始（ - 6月24日）。
- 15日
  - NHK衛星第2（2011年閉局）で幼児番組『いないいないばあっ!』がこの日から放送開始。9か月後の10月7日から教育テレビに移行（2025年現在も継続中）。
- 17日 - フジテレビ系『笑っていいとも!』は『FNNスピーク』が阪神・淡路大震災発生1年関連ニュースの影響で7分拡大したことにより、12時7分からの放送となった。
- 21日 - 漫才師の横山やすし（やすし・きよし）がこの日、肝硬変のため死去（享年51）。1月21日以降、在阪準キー局を含むテレビ各局は横山の追悼特別番組を編成。また、この日のフジテレビ系『ダウンタウンのごっつええ感じ』では松本人志が演じる横山のパロディコント「やすしくん」（落とし物編）が放送されたが、横山本人の死去により同コントはこの日で打ち切りとなった。
- 31日 - 鳥山明の漫画『ドラゴンボール』を原作とするフジテレビ系列のテレビアニメ『ドラゴンボールZ』が放送終了。1989年から約6年10か月の歴史に幕を閉じる。

### 2月
- 7日 - フジテレビ系列のテレビアニメ『ドラゴンボールGT』が放送開始。『ドラゴンボール』TVシリーズ3作目で、『ドラゴンボールZ』の続編。
- 17日 - ニューギニア島沖地震で発生により、NHK・民放各局で報道特別番組を実施。

### 3月
- 4日 - TBS系列深夜のイベント情報番組『BLITZ INDEX』が放送開始。
- 11日 - NHK教育テレビの学校放送で1974年4月から放送されていた小学校1年生向け音楽番組『ワンツー・どん』がこの日をもって放送終了。
- 13日 - NHK教育テレビ学校放送で同じく1974年4月から放送されていた小学校2年生向け音楽番組『うたって・ゴー』もこの日をもって放送終了。『ワンツー・どん』ともに22年の歴史に幕。
- 16日 - 日本テレビ系列昼の報道番組『報道特捜プロジェクト』では、鷹西美佳（当時）アナウンサーこの日を以って降板。
- 22日 - テレビ朝日系列の生放送情報バラエティ番組『はなきんデータH』が放送終了、『はなきんデータランド』時代を含めると約7年の歴史に幕。
- 24日 - NHK総合『サンデー経済スコープ』が放送終了。
- 25日
  - NHK総合『ニュースプラザ』が終了。
  - テレビ東京系列でSMAP主演によるバラエティ番組『愛ラブSMAP!』が終了。
  - TBS『筑紫哲也ニュース23』でキャスターの筑紫哲也がTBSビデオ問題について「TBSは今日、死んだに等しいと思います」と発言。
- 26日 - フジテレビ系で1981年から続いた旭化成グループ単独提供のクイズ番組『なるほど!ザ・ワールド』が終了、最終回は「旭化成スペシャル なるほど!ザ・ワールド 15年ありがとう!グランドフィナーレ」と題し歴代のレギュラー及びレポーター陣を集め3時間半の総集編スペシャルとして放送、14年半の歴史に幕を閉じた。
- 27日 - 日本テレビ系列朝の情報番組『ジパングあさ6』では、『NNNニュースジパング』コーナーを務めた笹尾敬子（日本テレビ報道部、当時）が卒業。
- 29日 - 各局では春の番組改編にともない、この日（金曜日）、帯番組の司会者・アシスタントなどの終了・降板が相次いだ。
  - NHK総合の『おはよう5』では、山岡三子と石井庸子（当時）アナウンサー（隔週交代）がこの日をもって降板。
  - 日本テレビ系列
    - 朝の情報番組『ルックルックこんにちは』では、ニュースコーナーを務めた笹尾敬子（日本テレビ報道局記者、当時）が降板。
    - 昼の味の素一社提供料理番組『ごちそうさま』（当時は『午後は○○おもいッきりテレビ』に内包）で1971年の放送開始から司会を務めた高島忠夫・寿美花代夫妻が卒業。
    - 午後の情報番組『ザ・ワイド』（読売テレビとの共同制作）では、アシスタントを務めた飯星景子が降板。
    - 夜のニュース番組『NNNきょうの出来事』のメインキャスターを長年務めた櫻井よしこ（ジャーナリスト）が降板。
    - 深夜のスポーツニュース番組『TVじゃん!金曜版』が終了。

  - TBS系列
    - 朝の情報番組『あなたにオンタイム』のメインキャスターを務めた福島弓子が降板。
    - 昼の報道番組『JNNニュース1130』と情報番組『スーパーワイド』のメインキャスターを務めた奈良陽が降板。
    - 夕方のニュース番組『JNNニュースの森』のメインキャスターを務めた久和ひとみが卒業。久和は前番組『テレポート6』と合わせ足かけ7年にわたって出演した。スポーツコーナーを担当した安東弘樹も卒業。

  - フジテレビ系列
    - 昼のニュース番組『FNNスピーク』のキャスターを務めた田代尚子がこの日をもって降板。
    - 夕方のニュース番組『FNNスーパータイム』のFCIワールドコーナーを務めた城ヶ崎祐子がこの日をもって降板。
    - 深夜スポーツニュース『プロ野球ニュース』（平日は当時『ニュースJAPAN』に内包）の平日担当キャスターを務めた久保恵子がこの日をもって降板。

  - テレビ朝日系列
    - 朝の情報番組『やじうま6』のお天気キャスターを務めた高橋真紀子と下平さやかがこの日をもって降板。
    - 朝の情報番組『スーパーモーニング』のリポーターを務めた山口豊と大下容子がこの日をもって降板。
    - 昼の報道番組『お昼のN天ワイド』のキャスターを務めた藤井暁と勝恵子と戸田信子がこの日をもって降板。
    - 夕方のニュース番組『ステーションEYE』のスポーツコーナーを務めた中山貴雄がこの日をもって降板。
    - 夜のニュース番組『ニュースステーション』にコメンテーターとして出演した和田俊がこの日をもって卒業。

  - テレビ東京系列の経済情報番組『マーケットLIVE』と報道番組『TXNニュースワイド11』と経済情報番組『ワールドビジネスサテライト』のキャスターを務めた山形亜裕子・榎田卓央・八塩圭子・西村晃がこの日をもってそれぞれ降板。
  - NHK総合『生中継 にっぽんの夜』がこの日より放送開始。
  - テレビ朝日系列『キンキンのとことん好奇心』『パワーワイド』、テレビ東京系列『体に効くテレビ』の各情報番組が放送終了。1年間の歴史に幕。
  - テレビ東京系列の教養番組『インターネット・エキスプレス』、半年で終了。
- 30日
  - NHK総合テレビ
    - 平成7年度連続テレビ小説『走らんか!』（大阪局制作）がこの日最終回放送。
    - 『くらしの経済』が放送終了。

  - 日本テレビ系列
    - 朝の音楽番組『讀響オーケストラハウス』が放送終了。12年の歴史に幕。
    - 朝の情報バラエティ番組『うるとら7:00』が放送終了。9年半の歴史に幕。
    - 夕方のニュース番組『NNNニュースプラス1』土曜版が放送終了。8年間の歴史に幕。
    - 『読売新聞ニュース』（夕方）・『読売新聞あすの朝刊』（深夜）の両読売新聞ニュース番組が放送終了。前者は42年半、後者は18年間、それぞれの歴史に幕。
    - 中京テレビでは情報番組『体感!ワンダフル日本』が放送終了。3年半の歴史に幕。
    - 読売テレビでは情報番組『ときめきタイムリー』（関西ローカル）が放送終了。11年半の歴史に幕。

  - TBS系列
    - 毎日放送制作土曜朝のワイドショー『すてきな出逢い いい朝8時』では、司会の野村啓司（毎日放送アナウンサー）が卒業。野村は前番組『八木治郎ショー・いい朝8時』と合わせ足かけ15年半にわたって出演した。
    - 翌週からの『王様のブランチ』立ち上げにともない、関東地区（TBS）では午前9時台後半から午後2時台までの番組が多数終了となった。
      - 土曜朝の料理番組『レシピの玉手箱』が放送終了、1年間の歴史に幕。
      - 笑福亭鶴瓶の司会で人気を博した土曜午前のトークバラエティ『女と男 聞けば聞くほど…』が放送終了。9年間の歴史に幕。
      - 土曜昼前のミニ番組『花生活』（関東ローカル）が放送終了。3年間の歴史に幕。さらに同じく『関東地方きょうの天気』（同）も放送終了。
      - 昼の再放送枠『特選!傑作ドラマシリーズ』（関東ローカル）も放送終了。4年間の歴史に幕。

  - フジテレビ系列
    - 関西テレビ制作土曜朝のワイドショー『土曜大好き!830』の司会者を務め香坂みゆきがこの日をもって卒業。
    - 土曜朝の情報番組『THE WEEK』のキャスターを務めた向坂樹興（フジテレビアナウンサー）がこの日をもって降板。
    - 昼ニュース『FNNスピーク』土曜版のキャスターを務めた牧原俊幸と阿部知代（ともにフジテレビアナウンサー）がこの日をもって降板。

  - テレビ朝日系列
    - 政府広報番組『あまから問答』のアシスタントを務めた小林一枝がこの日をもって降板。
    - 朝日放送制作土曜朝の旅行情報番組『朝だ!生です旅サラダ』の初代生中継リポーターを務めた笑福亭純瓶がこの日をもって降板。
    - 土曜朝の情報番組『OH!エルくらぶ』では、MC陣4名（山咲千里、中居正広（SMAP）、宮本亜門、田中ひろ子）がそろって卒業した。
    - 報道ドキュメンタリー番組『ザ・スクープ』のメインキャスターを務めた三崎由紀がこの日をもって降板。

  - テレビ東京系列の教養番組『素敵にこだわり』と情報番組『昼どきっ!見聞録』の2番組が放送終了。
- 31日
  - 日本テレビ系列
    - 朝の気象情報番組『朝一番天気!あさ天』が放送終了。4年半の歴史に幕。
    - ゲートボールスポーツ番組『実戦!ゲートボール』が放送終了。
    - 料理ミニ番組『折々の味』が放送終了。
    - ミニ番組『巨人魔王』が放送終了。3年間の歴史に幕。
    - 中京テレビ制作の朝のドキュメンタリー番組『ワザあり!にっぽん』が放送終了。3年間の歴史に幕。
    - 日曜朝の皇室情報番組『皇室グラフィティ』が放送終了。3年半の歴史に幕。
    - 『NNN朝のニュース』『NNN昼のニュース』、日曜夕方の『NNN日曜夕刊』のNNN報道3番組が終了。
    - ドキュメンタリー番組『ドキュメントアンコール劇場』が終了。

  - TBS制作の再放送番組『新世界紀行アンコール』が放送終了。3年半の歴史に幕。
  - フジテレビ系列の『報道2001』のキャスターを務めた筒井櫻子がこの日をもって降板。
  - フジテレビ系列の『FNNスーパータイム』のスポーツキャスターを務めた佐藤里佳がこの日をもって降板。
  - テレビ朝日系列の週末夜の情報番組『サタデージャングル』『サンデージャングル』の情報キャスターを務めた榊原知子がこの日をもって降板。
  - テレビ東京系列の夜のスポーツニュース番組『スポーツTODAY』のキャスターを務めた梅津智史（テレビ東京アナウンサー、当時）がこの日をもって降板。

### 4月
- 1日
  - NHKで1996年度の新年度編成開始。
    - 平成8年度前期連続テレビ小説『ひまわり』（主演・松嶋菜々子）が放送開始（ - 10月5日、全162回）。
    - 『おはよう5』の新司会に久田直子と大谷元子（隔週交代）が就任。
    - 『NHKニュースおはよう日本』平日朝6時台に伊藤由紀子アナウンサーが就任。
    - 『NHKネットワークニュース』が放送開始。メインキャスターは杉浦圭子アナウンサーが就任。
    - 『NHKニュース7』がこの日より19:40までに短縮。『ドラマ新銀河』は19:40 - 20:00までの放送に変更[1]。
    - 『NHKニュース9』がこの日より30分全て全国放送となり[2]、直前の20時45分から15分間ローカルニュースを放送開始[3]。
    - 『NHKニュース11』がこの日より23:00 - 23:35に放送時間を変更。スポーツキャスターは久保純子アナウンサーが就任[4]。
    - ニュース解説番組『あすを読む』がこの日より放送開始[4]。
    - NHK総合・教育『おかあさんといっしょ』の体操の歌がぞうさんのあくびからあ・い・うーへ14年ぶりにリニューアル。
    - 『NHK手話ニュース』がこの日よりリニューアル。
    - NHK BS1で『バードウォッチング』と『楽しいホームペイント』と『地球天気予報』と『プライムタイムニュース』がこの日より放送開始。

  - 日本テレビ系列
    - 平日の朝・昼・夕方・夜・深夜のワイド番組を改編。朝4時55分と『Starting Up NTV』（ - 1999年3月26日）と11時半には『NNNニュースダッシュ』を開始。初代キャスターは、松永二三男と鷹西美佳アナウンサー他が務めた（ - 2007年9月30日）。これに合わせて『朝一番天気!あさ天』は『あさ天5』とタイトルを変え堤信子をメインキャスターに加えてリニューアル（ - 2001年9月29日）。『TVじゃん!!』は月曜日 - 木曜日週4日に、金曜日は『WIN』（ - 1997年9月26日）が放送開始。司会は小倉淳と関谷亜矢子アナウンサー（当時）とリサ・ステッグマイヤーが起用。ナビゲーターは坂上みきが起用。また朝と夕方と深夜枠には『読売新聞テレビ朝刊』（ - 1999年12月13日）と『読売新聞はーい夕刊』と『読売新聞はーい朝刊』スタート（ - 2000年9月30日）。『ジパングあさ6』は『NNNニュースジパング』がOPと放送時間に変更。新キャスターに小栗泉が登板。そして、接続がステーションブレイクレスとなり（一部地域を除く）に変更。『ルックルックこんにちは』ニュースコーナーは小栗泉も登板。『ごちそうさま』は司会に辰巳琢郎と大東めぐみと『ザ・ワイド』はアシスタントに勝恵子と新設の新聞コーナーに後藤俊哉アナウンサーが起用。『NNNきょうの出来事』はメインキャスターに井田由美アナウンサーが土・日曜から移籍。土・日曜メインキャスターは鷹西美佳が登板。
    - 『それいけ!アンパンマン』がこの回より字幕放送に変更。
    - 日本テレビ系列
      - 中京テレビ『中京テレビニュースプラス1』は緒方喜子アナウンサーが、読売テレビ『ニューススクランブル』は植村なおみアナウンサーがそれぞれこの日よりキャスターに就任。
      - テレビ金沢『2時間ワイドじゃんけんぽん』（ - 2005年9月30日）と福井放送『夕方いちばんプラス1』が（ - 2006年3月31日）が放送開始。南海放送『特急!なんかいNEWSプラス1』（ - 2004年3月26日）が再びリニューアル。

  - TBS系列
    - ミニ番組『ビデオガイド』がこの日から放送時間変更。
    - 朝の情報番組『あなたにオンタイム』の秋沢淳子メインキャスターが平日担当に復帰。
    - 昼の報道番組『JNNニュース1130』の新男性メインキャスターに同局のアナウンサー・松永邦久が登板。が、人事異動のため5月31日をもって、降板。
    - 午後のワイドショー『スーパーワイド』のニュースコーナー担当に新男性と新女性メインキャスターに同局のアナウンサー・松永邦久と長峰由紀が登板。しかしながら翌月5月31日で終了となり、2か月の出演に終わった。
    - 夕方の報道番組『JNNニュースの森』の新女性メインキャスターに同局の報道部記者・門脇利枝が登板。夕方のメインが同局の社員になるのは1990年の『JNNニュースコープ』以来6年ぶりの事。またスポーツコーナーを平日を福島弓子アナウンサーが担当。
    - ナショナル劇場『水戸黄門 第24部』第27話「一陽来複 米沢の春 -米沢-」は1956年4月2日にスタートした『ナショナル劇場』が40周年記念として2時間スペシャルとして放送。スペシャルゲストは同番組から初代渥美格之進役の横内正、2代目佐々木助三郎役の里見浩太朗、助三郎の妻・佐々木志乃役の山口いづみ。『大岡越前』から徳川吉宗役の山口崇。『江戸を斬る』から遠山金四郎役の西郷輝彦。そして同劇場の常連で故・松山英太郎の弟・松山政路。
    - 深夜のミニ番組『フェイス』（ - 9月26日）が放送開始。
    - 北海道放送『田村英一の活き活きテレビ特急便』（ - 1997年3月28日）が放送開始。
    - 中国放送『NEWSひろしまの森』（ - 1998年3月27日）が放送開始。

  - フジテレビ系列
    - 報道・情報番組が新番組とリニューアル。『FNNスピーク』の平日のキャスターに木幡美子アナウンサーが復帰。土曜キャスターに川端健嗣アナウンサーと平松あゆみアナウンサーが就任。『メイコとあなたの税ミナール』が『あなたの税ミナール』として改題リニューアル。新司会者は辰巳琢郎が就任。関西テレビ制作『土曜大好き!830』は生田智子が就任。『THE WEEK』はラサール石井と笠井信輔アナウンサーが就任。『FNNスーパータイム』スポーツコーナーは菊間千乃アナウンサーが就任。『FNNニュース最終版』は智田裕一アナウンサーと大坪千夏アナウンサーが就任。『プロ野球ニュース』は木佐彩子と西山喜久恵アナウンサーが就任。『報道2001』は久下香織子キャスターが就任。深夜の天気情報番組『パジャマで天気』（ - 1997年3月28日）が放送開始。MCは濱田典子アナウンサーが就任。
    - 『森田一義アワー 笑っていいとも!』のこの日レギュラー陣の新レギュラーと入れ替えを発表した。香取慎吾は火曜から月曜へ移動。勝俣州和は金曜から月曜へ移動。森脇健児は月曜から火曜へ移動。田原俊彦は金曜から木曜へ移動。中居正広は木曜から金曜へ移動。火曜新レギュラーに沢田亜矢子とあべ静江と金曜新レギュラーに江頭2:50と野村沙知代がそれぞれ就任。
    - 全農（後のJA全農）一社提供による料理番組『ふうふうごはん』が放送開始（ - 2002年3月27日）。

  - テレビ朝日系列
    - 『スーパーモーニング』でこの日より寺崎貴司アナウンサーがリポーターに就任。
    - 『お昼のN天ワイド』でこの日より山口豊アナウンサーがキャスターに就任。
    - 『ANNニュース』でこの日より丸川珠代アナウンサー（当時）がキャスターに就任。
    - この日から昼のワイドショー『ワイド!スクランブル』が放送開始。初代キャスターは演歌歌手の水前寺清子と元NHKアナウンサーの中村克洋（2025年現在も継続中）。
    - トーク番組『徹子の部屋』がこの日から13:55開始に。
    - 『ステーションEYE』がこの日から17:58開始に。この日より大下容子アナウンサーがスポーツキャスターに就任。
    - 『ニュースステーション』では、この日より元・朝日新聞編集委員高成田亨がコメンテーターに就任。
    - 九州朝日放送では、ローカルバラエティ番組『オハコン TV! ZOO』（ - 1999年4月1日）とフィラー番組『お天気コンサート』がそれぞれ放送開始（2025年現在も継続中）。

  - テレビ東京系列
    - 朝の通販番組『モーニングダイレクト』と深夜の通販番組『TVダイレクト』が放送開始。
    - 朝の経済情報番組『マーケットLIVE』新キャスターに吉野文アナウンサーが起用。
    - 『ザ・スターボウリング』新MCに仲本工事が起用。
    - この日から番宣番組『TXN HOTテレビ』が放送開始。
    - 昼の報道番組『TXNニュースワイド11』の新キャスターに梅津智史と茅原ますみアナウンサーと報道局デスクの高原寛司が起用。しかし6月10日、声がハスキーで視聴者から苦情などがあり、降板。
    - 『午後のロードショー』と『時代劇アワー』がこの日から放送時間を入れ替え。
    - 夕方の報道番組『TXNニュース THIS EVENING』がこの日からOPとタイトルロゴ変更。
- 2日
  - テレビ朝日系列ではこの日から朝のドキュメンタリー番組『ズームUP』が放送開始（ - 2000年3月28日）
  - テレビ東京系列ではこの日から教養番組『愛する人へ』が放送開始（ - 1997年3月25日）。
- 3日
  - TBS系列の朝の情報番組『おはよう天気500』が放送開始（ - 5月31日）。メインキャスターは杉江勇次らが起用。
  - テレビ東京系列ではこの日からドキュメンタリー番組『EARTH BEAT』が放送開始（ - 1997年3月26日）。
- 4日
  - テレビ東京系列で教養番組『安心百科シルバーライフ』が放送開始（ - 1997年3月27日）。
  - テレビ東京系列でアニメ『水色時代』が放送開始（ - 1997年2月27日）。
- 5日
  - 山陽放送『RSK5時』金曜版が放送開始（ - 1997年3月）。
  - 関西テレビ『板東・八方ヨジキンTV』が放送開始（ - 1998年9月）。
  - テレビ朝日系列でこの日からミニ番組『ハツラツKIDS』が放送開始（ - 9月27日）。
  - テレビ朝日系列でこの日から夜のミニ番組『BeachBerak』が放送開始（ - 9月27日）。
  - テレビ朝日系列でこの日から深夜の討論番組『田原総一朗の異議あり!』が放送開始（ - 1997年9月19日）。MCは田原総一朗と丸川珠代（当時）アナウンサーが起用。
  - テレビ東京系列ではこの日、金曜日の午前と深夜にかけての新番組と枠移動が続々放送を開始した。
    - 週末の情報番組として『情報レストラン』が放送開始（ - 1997年9月26日）。MCは『体に効くテレビ』に引き続き生島ヒロシとテレビ東京アナウンサーの槇徳子（当時）が起用。
    - 梅津智史らMCの天気情報番組『こちらお天気情報部』も放送開始（ - 1997年9月26日）。
    - 紀行番組『外で遊ぼう 我ら釣り仲間』も放送開始（ - 1998年3月29日）。
- 6日
  - NHK総合テレビ『生活ほっとモーニング土曜版』と『NHK土曜プラザ』がこの日より放送開始。
  - 日本テレビ系列ではこの日より、土曜日の午前から午後にかけての新番組とリニューアルが続々放送を開始した。
    - 『24時間テレビチャリティーリポート』が放送時間移動。
    - 『ズームイン!!朝!』の土曜版として『ズームイン!!サタデー』が放送開始。初代総合司会は日本テレビアナウンサー（当時）の福澤朗。さらに、『NNNニュースサタデー』も放送開始。
    - 久本雅美ら司会のトーク番組『メレンゲの気持ち』も放送開始（ - 2021年3月27日）。　
    - 『TVおじゃマンボウ』がこの日より17:00開始に。
    - 『NNNニュースプラス1土曜版』を『NNNニュースプラス1・サタデー』に変更。

  - 中京テレビ『心にエール!ふるさと夢図鑑』（ - 2002年3月30日）と読売テレビ『あさパラ!』が放送開始。南海放送『特急!なんかいNEWSプラス1土曜版』（ - 1997年10月4日）が再びリニューアル。
  - TBS・毎日放送共同制作のドキュメンタリー番組『生きる〜こころと健康』がこの日から放送時間変更。
  - TBSでは毎日放送制作の朝の情報番組『すてきな出逢い いい朝8時』のアシスタントに西靖アナウンサーが登板。また同番組終了後は4時間半の生放送情報番組『王様のブランチ』が放送開始。初代司会は寺脇康文と田中律子。
  - テレビ朝日系列ではこの日より、土曜日の午前から深夜にかけての新番組とリニューアルが続々放送を開始した。
    - 政府広報番組『あまから問答』のアシスタントに丸川珠代アナウンサー（当時）が起用。
    - 朝日放送制作の朝の旅行番組『朝だ!生です旅サラダ』の2代目生中継リポーターに松尾伴内が登板。
    - 生放送の情報番組『OH!エルくらぶ』4代目司会に井森美幸・長谷川初範・草彅剛・矢部美穂が起用。
    - 土曜の昼の情報バラエティ生放送番組『邦子がタッチ』のアシスタントに角澤照治アナウンサーが登板。
    - 報道番組『ザ・スクープ』の新キャスターに佐藤紀子が登板。タイトルも『検証ドキュメンタリー』もつく。
    - ミニ番組『世界の国立公園』（ - 1998年3月28日）が放送開始。
    - 『ANNニュース・あすの空もよう』がこの日より20:58まで縮小に。さらに、『今夜の土曜ワイド』がこの日より20:58から移動に。『土曜ワイド劇場』がこの日より21:00から拡大に。
    - 『サタデージャングル』と『サンデージャングル』でこの日より高橋真紀子アナウンサーが情報キャスターに就任。
    - 深夜ドラマ『ウィークエンドドラマ』（ - 1999年3月27日）が放送開始。
    - サッカー情報番組『Jリーグ A GOGO!!』が放送時間枠移動。

  - テレビ東京系列でテレビ愛知制作のドキュメンタリー・教養番組『アジアを駆ける』（ - 9月28日）と旅・紀行番組『旅列島!夢ある街へ』（ - 1997年3月29日）と討論番組『熱論ガラガラにっポン』（ - 9月28日）が放送開始。MCに荒川強啓が起用。そして、ゴルフ番組『芹澤信雄のゴルフ熱中塾』が（ - 6月29日）が改題として放送開始。MCに芹澤信雄が起用。
  - テレビ東京系列で『おしゃべりゴルフ倶楽部』と『TXNニュース』と『ゴルフ 尾崎兄弟・飯合に挑戦!!』と『緑のびのび』がこの日から放送時間変更。
- 7日
  - NHK総合テレビ『なるほど経済』がこの日より放送開始。
  - 日本テレビ系列ではこの日、日曜日の午前から深夜にかけて新番組とリニューアルが続々放送を開始した。
    - 『宗教の時間』と『心のともしび』と『さわやかニッポン』と『美の世界』が放送時間移動。
    - 『皇室グラフィティ』から『皇室日記』へ改題。日曜朝11:00から6:00に変更。
    - 『NNNニュースサンデー』と『リゾバラ』が放送開始。
    - 『ザ・サンデー』を『The・サンデー＋30』に改題するとともに放送時間を2時間に拡大。『いつみても波瀾万丈』は60分拡大され、9:55開始となる。
    - KinKi Kids のバラエティ番組『それ行けKinKi大冒険』が放送開始。
    - 『NNN日曜夕刊』を『NNNニュースプラス1・サンデー』に改題。
    - 『天気予報』を『プラス1天気予報』に改題。

  - 日本テレビ系列で、それまで16:55 - 17:15枠だった『ぐるぐるナインティナイン』（2009年4月以降は木曜19:56で継続中）が10分拡大され、17:25終了となる。これに伴い17:20 - 18:00枠で放送されていた『笑点』は翌週14日放送分から10分縮小され、17:30開始となり、2025年現在もこの時間で放送されている。また『ぐるナイ』と『笑点』の間の17:15 - 17:20に設置されていた「ガイド枠」は17:25に移動して継続となるが、2008年4月よりミニ番組『食は知恵なり』が月曜21:54から移動して独立した（2025年現在は『笑点』の派生番組『もう笑点』）。
  - TBS系ミニ番組『歌うポップス』と『ビデオガイド』と『ビデオジョッキー』と『てれびさんぽ』と経済関連の情報番組『ビジネスズームアップ』と朝の情報番組『JNNニュース オンタイム』と朝の労働行政PR番組『快適マイワーク』とMBS毎日放送制作の紀行番組『真珠の小箱』とドキュメンタリー番組『世界の結婚式』がこの日から放送時間変更と枠移動。
  - TBS系『スポーツ十番勝負』（ - 1997年9月28日）とテレビ東京系は『サンデースポーツライブ』（ - 9月29日）と『丸山茂樹のショーアップゴルフ』（ - 9月29日）と『超野球ファイターズ』（ - 2004年3月28日）がそれぞれ放送開始。MCは青島健太と初田啓介アナウンサーと山形亜裕子アナウンサー（当時）らが起用。
  - TBS系列・毎日放送制作『世界ウルルン滞在記』司会の徳光和夫が続投。女性アシスタントが新設し、初代アシスタントに高橋由美子が起用。
  - テレビ朝日系列ではこの日より、日曜日の午前から午後にかけて新番組とリニューアルが続々放送を開始した。
    - 朝日放送制作『探検王国 そんなことアルマジロ』が（ - 1998年3月29日）放送開始。ナレーションはTARAKOとアルマジロの声に島田敏が起用。
    - 間寛平のバラエティ番組『AHERA』が放送開始（ - 9月29日）。
    - 朝日放送制作『新婚さんらっしゃい!』6代目アシスタントに渡辺美奈代がこの日より就任。
    - 情報バラエティ番組『特捜TV!ガブリンチョ』（ - 2001年3月31日）が放送開始。初代司会は田代まさしと野村華苗アナウンサー（当時）が起用。

  - テレビ東京系列の朝のゲートボール番組『ゲートボール王国』が放送開始（ - 1997年3月30日）
  - テレビ東京系列の朝の討論番組『ザ・インタビュー』が放送開始（ - 9月29日）。
  - テレビ東京系列の朝の教養・ドキュメンタリー番組『大使の国のたからもの』が放送時間変更。
  - テレビ東京系列の昼の鑑定バラエティ番組『開運!なんでも鑑定団』がこの日から再放送開始。
  - テレビ東京系列の夕方のミニ番組『びたみんP』が放送開始。（ - 1997年3月30日）。
- 8日
  - NHK教育テレビ『天才てれびくん』の司会者がキャイ〜ンに交代。てれび戦士の新メンバーの内、生田斗真と前田亜季が加入[5]。
  - TBS系列で5分間ニュース&天気『ニュース&ウェザー』放送開始（ - 1999年3月22日）。
  - テレビ朝日系列でドキュメントバラエティ番組『完全特捜宣言!あなたに逢いたい!』放送開始（ - 1997年6月）。
  - テレビ朝日系列で番宣番組『プレビュールーム』放送開始（ - 2000年3月）。
- 12日
  - 日本テレビ系列で『ウッチャンナンチャンのウリナリ!!』が放送開始（ - 2002年3月22日）。
  - 日本海テレビ『Go!5!知っテレビ』が放送開始（ - 2005年7月1日）。
- 14日
  - 日本テレビ系列で深夜の音楽番組『深夜の音楽会』が放送開始（ - 2007年3月14日）。
  - TBS系列でドキュメンタリー番組『世界遺産』放送開始。
  - TBS系列で深夜のスポーツニュース番組『JNNスポーツ&ニュース』がこの日より24:00開始に。
- 15日
  - テレビ東京系列で教養番組『世界のマリンリゾート』が放送開始（ - 9月30日）。
  - 関西テレビ・フジテレビの共同制作によるSMAP出演のバラエティ番組『SMAP×SMAP』が放送開始（ - 2016年12月26日）。
- 18日
  - TBS・毎日放送制作の情報番組『グラフィティ'96（→'97）』が放送開始（ - 1997年3月13日）。
  - フジテレビ系列のクイズ番組『天才!ヒポカンパス』が放送開始（ - 9月5日）。
- 19日
  - フジテレビ系列で志村けんのバラエティ番組『けんちゃんのオーマイゴッド』と柏原崇主演のドラマ『将太の寿司』が放送開始（ - 9月20日）。
  - テレビ東京系列で山田邦子らMCのバラエティ番組『ようこそ!ペットの国』（ - 1997年3月21日）、辰巳琢郎、ラサール石井、ヒロミ、鈴木紗理奈MCの視聴者参加型クイズ番組『決戦!クイズの帝王』、『ザ・BINGOスター』が放送開始（ - 1997年3月21日）。
- 20日 - テレビ東京系列で関根勤と久保恵子らMCのバラエティ番組『知ってドーするの!?』が放送開始（ - 9月28日）。
- 21日
  - 日本テレビ系列で『報道特捜プロジェクト』新キャスターに井田由美と平川健太郎アナウンサーが起用。
  - TBS系列で放送されていた明石家さんま司会のクイズバラエティ番組『さんまのからくりTV』がこの日から1時間枠に拡大され『さんまのSUPERからくりTV』としてリニューアルスタートした。これにともない、TBSの19時枠の30分番組は、2003年4月に火曜19時台で開始の『探偵学園Q』（前半。アニメ）と『ぴったんこカン・カン』（後半。その後1時間に拡大）まで7年中断する。
  - TBS系列で日曜夜8時枠に『コロンブスのゆで卵』（ - 1997年9月10日）が放送開始。MCとして島田紳助が起用。後に水曜夜7時枠になる。
- 22日 - 日本テレビ系列のパソコン情報番組『週刊パソコン丼』が放送開始（ - 1997年12月24日）。
- 26日 - テレビ東京系列で自己批評番組『生かします!視聴者の声』が放送開始（ - 2004年3月27日）。MCに槇徳子アナウンサー（当時）が起用。
- 30日 - TBSビデオ問題における第三者委員会の結果がまとまったことにより、磯崎洋三社長（当時）が出演し自ら謝罪した特別番組『視聴者の皆様へ』ならびに同問題を検証する特別番組『証言・坂本弁護士テープ問題から6年半』を同局でこの日19時から23時までの4時間、CM抜きで放送。

### 5月
- 12日 - TBS・毎日放送制作パソコンに関する教養番組『板東英二のクリックPAPA』が放送開始（ - 7月28日）。
- 20日 - TBSはこの日23時50分からの5分間、ビデオ問題の責任で辞任した磯崎洋三の後任として社長に就任した砂原幸雄が出演して同問題の経過報告を伝える5分間の番組「視聴者の皆様へ」を放送した。また同局はこの日から5月24日までの5日間、ビデオ問題の反省による自粛措置として深夜放送を休止した[6]。
- 22日 - TBS系列では水曜夜7時にMCは板東英二と『世界お宝ハンディング 勝負は目利き』から引き続き森口博子が起用される。『クイズ天下一品博物館』と夜8時に『クイズ悪魔のささやき』から引き続き和田アキ子と古舘伊知郎が起用される。『輝く日本の星!』がそれぞれ放送開始。
- 26日 - 日本テレビ系列で『NNNニュースプラス1・サタデー』と『NNNニュースプラス1・サンデー』メインキャスター芦沢俊美がこの日をもって卒業。
- 31日
  - TBS朝の情報番組『あなたにオンタイム』と『フレッシュ!』が放送終了。
  - TBS昼のワイドショー『スーパーワイド』がビデオ問題の反省でこの日をもって打ち切り終了。前身の『3時にあいましょう』時代を含めて23年続いた同局昼のワイドショーから一旦撤退。

### 6月
- 1日
  - 日本テレビ系列で『NNNニュースプラス1・サタデー』と『NNNニュースプラス1・サンデー』でこの日より石田昭彦がキャスターに就任。
- 3日
  - TBS系列で朝の情報生番組『お天気クジラ』と北海道放送で『お天気クジラ朝ごはん!』と青森テレビで『お天気クジラATV』が放送開始（ - 1999年3月26日）。
  - 毎日放送で『朝イチバン!』が放送開始（ - 1997年3月28日）。
  - TBS系列で朝の情報生番組『おはようクジラ』が放送開始。初代キャスターは、お笑いタレントの渡辺正行と元NHKアナウンサーの中井亜希。TBS系列各局とのリレー中継を売り物としていた（ - 1999年3月26日）。
  - TBS系列の昼の報道番組『JNNニュース1130』の新男性メインキャスターに同局のアナウンサー・柴田秀一が登板。
  - TBS系列の5分間の報道番組『2時のニュース（第2期）』（ - 1997年3月28日）が復活。
  - TBS系列の2時間ドラマ再放送枠を開始（ - 9月27日）。
  - 東北放送『ただいまワイド』（ - 9月27日）が改題リニューアル。そして、『TBCニュースウェーブ』（ - 2001年3月30日）が放送開始。
- 9日 - フジテレビ系列で1988年3月27日から放送されていたテレビアニメ『キテレツ大百科』が放送終了。8年3か月の歴史に幕。
- 16日 - フジテレビ系列で『キテレツ大百科』の後番組のテレビアニメ『こちら葛飾区亀有公園前派出所』が放送開始（ - 2004年12月19日）。
- 30日 - テレビ東京系列でテレビ大阪制作の旅・紀行番組『町おこし村おこし』が放送終了。

### 7月
- 1日
  - 日本テレビ系列ミニ番組『いま人』が放送開始（ - 1997年3月31日）。
  - 日本テレビ系列でスポーツ番組『感動山脈』が放送開始（ - 12月23日）。
- 3日 - 日本テレビ系列で所ジョージ司会のロケバラエティ番組『1億人の大質問!?笑ってコラえて!』放送開始。「日本列島ダーツの旅」などのロケ企画が人気を集め、2025年現在も続く長寿番組となる。
- 5日 - 『NHKニュース7』でテニスのウィンブルドン選手権女子シングルス準決勝、伊達公子対シュテフィ・グラフ戦の生中継を約30分間挿入した[7]。
- 6日
  - フジテレビ系列で『FNNニュース最終版』はこの日より佐藤里佳アナウンサーがキャスターが就任。
  - テレビ東京系列で芹澤信雄がMCを務める。ゴルフ番組『芹澤信雄のゴルフ熱中塾』から『芹澤信雄のゴルフ熱中塾2』が改題リニューアル。
- 7日
  - フジテレビ・関西テレビ制作クイズ番組『カジノザウルス（ - NEW）』が放送開始（ - 1997年3月23日）。
  - テレビ東京系列でテレビ大阪制作のスポーツ番組『スポラバ』が放送開始（ - 1997年3月30日）。
- 19日 - TBS系列で『ウンナンの気分は上々。』が放送開始。（ - 2003年9月26日）。

### 8月
- 4日
  - TBS・毎日放送制作ヒューマンドキュメンタリー番組『彼女からのエアメール』が放送開始（ - 9月29日）。
  - 1968年（昭和43年）にフジテレビのテレビドラマとしてスタートし、1969年（昭和44年）から1995年（平成7年）まで松竹製作・配給の映画作品として全48作製作された『男はつらいよ』の主人公・車寅次郎役で知られた国民的俳優の渥美清がこの日死去（享年68）。訃報は3日後の8月7日に公表され、ドラマ版『男は〜』を制作したフジテレビは同日19時から、急遽渥美の追悼特別番組を20時54分まで放送した。7日以降もNHKを含むテレビ各局は、渥美の追悼特番や渥美主演の映画作品などを放送した。
- 8日 - TBS系列『どうぶつ奇想天外!』の取材中、星野道夫（写真家、探検家、詩人）がヒグマに襲われ死亡。
- 25日 - 東芝が談合事件を起こしたため、テレビ番組のスポンサーを自粛。この日放送された一社提供ドラマ『東芝日曜劇場』は「東芝」の冠を外し、『日曜劇場』というタイトルで放送、そして一社提供アニメ『サザエさん』[8] は、OPとEDの提供読みの部分を差し替えた。
- 30日 - 日本テレビ系列で『ズームイン!!朝!』山王丸和恵アナウンサー（当時）がこの日をもって卒業。

### 9月
- 2日 - 日本テレビ系列で『ズームイン!!朝!』が古市幸子アナウンサー（当時）お天気コーナーがこの日から担当。
- 7日 - 円谷プロダクション制作の平成版ウルトラシリーズ第1作『ウルトラマンティガ』が毎日放送制作によりTBS系列で放送開始。
- 8日 - 日本テレビ系列のミニ番組『MOVE』が放送終了。
- 11日 - TBS系列の夜の情報番組『スペースJ』が放送終了。3年間の歴史に幕。
- 22日 - 関西テレビ・フジテレビ系で日曜21時台に放送されていた単発番組枠『花王ファミリースペシャル』がこの日をもって終了。
- 24日 - 岩手朝日テレビサービス放送開始し、10月1日開局した。ローカルワイド番組『IATきらめきワイド』が（ - 1997年3月28日）放送開始。
- 25日 - 日本テレビ系列で1988年（昭和63年）から8年続いたクイズ番組『クイズ世界はSHOW by ショーバイ!!』シリーズが、この日放送の最終回スペシャルを以て終幕。
- 26日 - テレビ朝日系列の深夜番組『トゥナイト2』がMCを務めた斎藤陽子がこの日をもって卒業。
- 27日 - 各局では秋の番組改編にともない、この日（金曜日）、帯番組・アシスタントなどの終了・降板が相次いだ。
  - 日本テレビ系列で『ルックルックこんにちは』金曜テレコングが終了。
  - 日本テレビ系列で子育て教育番組『ハイハイよちよち』が放送終了。
  - 日本テレビ系列『NNNきょうの出来事』キャスターを務めた保坂昌宏がこの日をもって卒業。
  - TBS系列の朝のワイドショー『モーニングEye』が同局のビデオ問題の反省による措置のためこの日をもって終了、『モーニングジャンボ奥さま8時半です』以来25年弱続いた同局系朝の報道系ワイドショーから撤退。
  - TBS系列の夜の報道番組『筑紫哲也NEWS23』女性第2部メインキャスターを務めた有村かおりアナウンサーが降板。
  - テレビ朝日系列の朝の情報番組『朝イチ!N天CNN』『やじうま6』が放送終了。2年間の歴史に幕。『新やじうまワイド』も放送終了。3年半の歴史に幕。
  - テレビ朝日系列の朝の広報番組『峰竜太の元気一番!』とミニ番組『住通信』が放送終了。
  - テレビ朝日系列の昼の情報番組『お昼のN天ワイド』キャスターを務めた丸川珠代がこの日をもって降板。
  - テレビ朝日系列の夕方の報道番組『ステーションEYE』キャスターを務めた岡田洋子がこの日をもって降板。
  - テレビ朝日系列のアニメ『クレヨンしんちゃん』のスペシャルにて、野原しんのすけの妹・野原ひまわりが誕生[9]。
  - テレビ朝日系列で夜の報道番組『ニュースステーション』スポーツキャスターを務めた坪井直樹がこの日をもって降板。
  - テレビ東京系列の朝の天気番組『天気・天気』が放送終了。
  - テレビ東京系列の朝の情報番組『NEWSモーニングJAM』が放送終了。1年間の歴史に幕。
  - テレビ東京系列の夕方のニュース番組『TXNニュース THIS EVENING』4年半メインキャスターを務めた田口恵美子が降板。
  - テレビ東京系列の夜の経済情報番組『ワールドビジネスサテライト』4年間メインキャスターを務めた野中ともよが降板。
- 28日
  - 日本テレビ系列の昼のニュース番組『NNNニュースダッシュ』半年間メインキャスターを務めた鈴木君枝が降板。
  - 日本テレビ系列の『ヤン坊マー坊天気予報』がこの日をもって一旦終了。テレビ朝日へ移籍。
  - 日本テレビ系列のミニ番組『快適夢空間』が放送終了。
  - TBS・毎日放送共同制作のドキュメンタリー番組『生きる〜こころと健康』が放送終了。
  - フジテレビ系列の『THE WEEK』がキャスターを務めた笠井信輔アナウンサーとラサール石井がこの日をもって降板。
  - テレビ朝日系列で昼の情報バラエティ生放送番組『邦子がタッチ』アシスタントを務めた角澤照治と日下千帆（当時）アナウンサーがこの日をもって降板。
  - テレビ朝日系列の深夜のサッカー情報番組『Jリーグ A GOGO!!』が放送終了。
  - 秋田朝日放送の情報番組『朝いちフレッシュ情報』が放送終了。
  - 朝日放送の情報番組『おはよう発信基地』が放送終了。
  - テレビ東京系列のゴルフ番組『おしゃべりゴルフ倶楽部』とテレビ愛知制作の教養番組『アジアを駆ける』とサッカー番組『三菱ダイヤモンド・サッカー』（第2期）とミニ番組『世界馬紀行』が放送終了。
- 29日
  - TBS系列で『ラブリー6』が放送終了。
  - 日本テレビ系列の昼のニュース番組『NNNニュースダッシュ』半年間メインキャスターを務めた鈴木健が降板。
  - TBS系列の夕方ニュース番組『ニュースの森』2年半スポーツキャスターを務めた初田啓介が降板。
  - テレビ東京系列の夕方のニュース番組『TXNニュース THIS EVENING』1年半メインキャスターを務めた横銭秀一が降板。
- 30日
  - 日本テレビ系列で『ジパングあさ6』のキャスターを務めた永井美奈子がこの日をもって降板。
  - 日本テレビ系列でワイドショー番組『ルックルックこんにちは』は平日午前10時25分に戻る。
  - 日本テレビ系列で子育て教育番組『スクスクのびのび』が放送開始（ - 2000年3月31日）。
  - 日本テレビ系列で昼前の生活情報番組『峰竜太のホンの昼メシ前』が放送開始（ - 2002年3月29日）。初代司会は峰竜太と町亞聖アナウンサー（当時）らが起用。さらに、夕方のドラマ・アニメ再放送枠が平日16時と月曜木曜17時台に枠移動、『なんだろう』が放送時間変更。『NNNニュースプラス1』が放送時間拡大。サブキャスターは藤井貴彦が昇格。スポーツキャスターは羽鳥慎一アナウンサーと元体操選手の小菅麻里がこの日より就任。『NNNきょうの出来事』サブキャスターは金子茂と藤井貴彦がキャスターに就任。
  - 山形放送の情報番組『5時まで待てない!ピヨ卵&プラス1ワイド』が再改題リニューアル（ - 1998年3月27日）。
  - TBS系列で前週に終了した『モーニングEye』の後番組として生活情報を中心とした情報番組『はなまるマーケット』がこの日から放送開始。総合司会は岡江久美子と薬丸裕英（ - 2014年3月28日）。また『スーパーワイド』が放送されていた15時台には『モーニングEye』の司会を務めていた元TBSアナウンサー山本文郎司会による生活情報番組『素敵なあなた』が放送開始。
  - TBS系列の平日午後2時5分の1時間ドラマ再放送枠が4年ぶりに復活。
  - TBS系列の夜の報道番組『筑紫哲也NEWS23』が新サブキャスターに同局のアナウンサー・佐古忠彦と新女性第2部メインキャスターに同局のアナウンサー・渡辺真理と新お天気キャスターに真壁京子が登板。
  - 毎日放送『はーい!昼ナマ』と『MBSニュースヘッドライン』（ - 1998年9月25日）が放送開始。東北放送『新・ただいまワイド』（ - 1997年9月26日）が改題リニューアル。
  - フジテレビ系で『森田一義アワー 笑っていいとも!』がこの日より新レギュラー陣と入れ替えを発表した。よゐこは水曜から月曜へ移動。勝俣州和は月曜から火曜へ移動。加藤紀子（女優・タレント）は月曜から木曜へ移動。水曜新レギュラーに松岡憲治（元TBSディレクター）と東幹久（俳優）と山本太郎（俳優、2019年よりれいわ新選組代表）と河相我聞（俳優）とロックバンド・シャ乱Qのしゅう・たいせーと木曜新レギュラーにコーラスグループ・ゴスペラーズがそれぞれ就任。また、番組のロゴ・出演者の名前以外にも画面に固定テロップが表示され、リニューアル。
  - フジテレビ系列の夕方のニュース番組『FNNスーパータイム』がOP変更。
  - テレビ朝日系列で『早起き一番!天気&NEWS』（ - 1998年3月27日）が放送開始。キャスターは辻よしなりアナウンサー（当時）らが起用。そして、同番組終了後『やじうまワイド』が再改題リニューアル。引き続き吉澤一彦と田中滋実アナウンサー（当時）が担当。
  - テレビ朝日で再放送枠がこの日より放送時間変更。
  - テレビ朝日系列で『お昼のN天ワイド』がこの日より岡田洋子アナウンサーがキャスター就任。
  - テレビ朝日系列で『ステーションEYE』がこの日より大下容子アナウンサーがキャスター昇格。さらに新キャスターに坪井直樹が就任。
  - テレビ朝日系列『ニュースステーション』でこの日より角澤照治アナウンサーがスポーツキャスターに就任。
  - テレビ朝日系列でミニ番組『自遊人へ』が放送開始（ - 1998年10月2日）。
  - テレビ朝日系列『トゥナイト2』でこの日より下平さやかアナウンサーがレポーターからMCに就任。
  - テレビ東京系列で『ニュースヘッドライン』（ - 1997年9月26日）が放送開始。初代キャスター大岡優一郎と山形亜裕子アナウンサー（当時）が担当。お天気キャスター桜井里香が担当。
  - テレビ東京系列『TXNニュース THIS EVENING』でこの日より平日は八塩圭子アナウンサー（当時）がキャスター就任。さらに、休日は福田秀和がキャスター就任。
  - テレビ東京系列『ワールドビジネスサテライト』でこの日より田口恵美子がキャスター就任。
  - テレビ東京系列で情報番組『TXときめき情報』が放送終了。

### 10月
- 1日
  - テレビ東京系列の特撮ミニ番組『ゴジラ王国』（ - 1997年10月3日）が放送開始。
  - テレビ東京系列の『しましまとらのしまじろう』（テレビせとうち制作）と『ハローキティとバットばつ丸』と『ワーナーアニメランド』と『ゲーム王国』と『ディズニー・トゥーン・タウン』と月曜日〜木曜日のアニメ再放送枠がこの日から放送時間変更。
  - テレビ東京で情報番組『遊・感・星』（ - 2000年3月31日）が放送開始。
- 2日 - テレビ朝日系列で深夜のバラエティ番組『カイカン雛スポ』が放送開始（ - 1997年9月24日）。
- 3日
  - TBS系列でゴルフ番組『浜田雅功のシングルGOLF』が放送開始（ - 1997年3月27日）。
  - テレビ朝日系列の『ザ・ホテル』がこの日より平日5分から毎週木曜深夜15分拡大。
- 4日
  - 日本テレビ系列で『それいけ!アンパンマン』がこの日より金曜夕方5時に移動。
  - 日本テレビ系列でミニ番組『アートタイム』が放送開始（ - 1998年9月）。
  - 日本テレビ系列『WIN』でこの日より稲垣吾郎とクリス・ペプラーが司会に就任。
  - フジテレビ系列で『めざまし天気』月曜日のキャスターを務めた。大熊由貴子と火曜日のキャスターを務めた。結城未来と水曜日のキャスターを務めた。加野ひとみと木曜日のキャスターを務めた。平松あゆみアナウンサーと金曜日のキャスターを務めた。関戸めぐみアナウンサーがそれぞれ卒業。
  - フジテレビ系列で夕方の番宣番組『見のがせナイト』が放送終了。
  - テレビ朝日系列で峰竜太と川島淳と古澤琢アナウンサー（当時）のMCによる番組宣伝・情報番組『峰竜太の金曜まがじん5時ら』と『天気予報』放送開始（ - 1997年3月）。
  - テレビ朝日系列で夜のミニ番組『WOMAN²』が放送開始（ - 1997年9月26日）。
  - テレビ東京系列で情報番組『大島さと子のなるほどテレビ』が放送開始（ - 12月27日）。
- 5日
  - 日本テレビ系列『NNNニュースダッシュ』でこの日より魚住りえアナウンサーがキャスターに就任。
  - 日本テレビ系列でミニ番組『メルカァド〜市場大好き〜』が放送開始（ - 1998年3月28日）。
  - TBS系列で『歌と音楽』、『ビデオガイド』、『COUNT DOWN TV』、『ランク王国』、『ダイヤモンドシアター』、『BLITZ INDEX』、『おしえてア・ゲ・ル』がこの日から放送時間変更。
  - TBS系列で『ニュースの森』でこの日より岩井健浩アナウンサーがキャスターが就任。
  - フジテレビ系列で紀行番組『地に山に海に』が放送開始（ - 12月21日）。
  - フジテレビ系列『THE WEEK』でこの日より青嶋達也アナウンサーがキャスターが就任。
  - フジテレビ系列で『土曜ワイド』と『FNNニュース・あすの天気』がこの日より放送時間変更。
  - テレビ朝日系『邦子がタッチ』でこの日より吉元潤子アナウンサー（当時）がアシスタントに就任。また『アッコの泣かしたろうか!?』が放送開始（ - 1998年3月28日）。そして、『ウィークエンドドラマ』が23:28に移動。『サタデージャングル』が23:58に移動。『カーグラフィックTV』が24:58に移動。『ワールドプロレスリング』が25:28に移動。
  - テレビ東京系列で大前研一のMCによる討論番組『大前研一のガラガラにっポン』が改題リニューアル。そして、朝のゴルフ番組『丸山茂樹のゴルフ一直線』、『村口史子のゴルフ真剣勝負』（ - 1997年3月29日）、テレビ愛知制作のドキュメンタリー・教養番組『舛添要一アジアを歩く』（ - 1997年3月29日）と夕方の情報番組『IT'sアクセス』が（ - 1997年9月27日）放送開始。MCに舛添要一と建みさとらが起用。さらに、ミニ番組『輝き馬世界』が（ - 2001年3月31日）放送開始。
  - テレビ東京系列で『天気予報』、『将棋対局』、『ベストフィッシング』、『TXNニュース』、『小林浩美の日立チャレンジゴルフ』、『映画劇場』がこの日より放送時間変更。
- 6日
  - 日本テレビ系列で『TVおじゃマンモス』がこの日より放送時間が枠移動。
  - 日本テレビ系列『NNNニュースダッシュ』でこの日より野口敦史アナウンサーがキャスターに就任。
  - 日本テレビ系列で『アムロ今田きっとNo.1』が放送開始（ - 1997年9月28日）。
  - 日本テレビ系列で『それ行けKinKi大放送』がこの日より放送時間が枠移動。リニューアル。
  - 日本テレビ系列で1985年から続いたビートたけし司会のバラエティ番組『天才・たけしの元気が出るテレビ!!』（末期タイトルは『超天才たけしの元気が出るテレビ!!』）が終了、11年半の歴史に幕。
  - MBS毎日放送制作の紀行番組『真珠の小箱』とTBS系経済関連の情報番組『ビジネスズームアップ』がこの日から放送時間変更。
  - TBS・毎日放送制作旅・紀行番組『道浪漫』が放送開始（ - 2004年3月28日）。
  - テレビ朝日系列で雨上がり決死隊と当時ジャリズムと雨上がり決死隊のバラエティ番組『アメジャリチハラ』が放送開始（ - 1997年3月30日）。
  - テレビ朝日系列で紀行番組『トムソーヤS』が放送開始（ - 1997年3月23日）。
  - テレビ朝日系列『サンデージャングル』でこの日より中山貴雄アナウンサーがスポーツキャスターに就任。
  - テレビ東京系列の単発枠再放送と海外ドラマ枠『犯罪捜査官ネイビーファイル』が放送開始。
  - テレビ東京系列のスポーツ番組『スポーツ100％』が放送開始（ - 1998年9月27日）。
- 7日
  - NHKで平成8年度後期連続テレビ小説『ふたりっ子』（主演・岩崎ひろみ、菊池麻衣子）が放送開始（ - 1997年4月5日、全150回）。
  - 日本テレビ系列『ジパングあさ6』でこの日より山王丸和恵アナウンサー（当時）がメインキャスター就任。
  - TBS系列で深夜のミニ番組『フェイス』が『フェイス2』に改題リニューアル。
  - フジテレビ系列『めざまし天気』でこの日より西野七海と木村小枝がキャスターに就任。
  - フジテレビ系列で資生堂一社提供新ミニ番組『B-wave』が放送開始（ - 1999年3月31日）。
  - フジテレビ系列で『パジャマで天気』がこの日より放送時間変更。
  - フジテレビの情報番組『香港ドラゴンニュース』が放送開始（ - 1998年3月23日）。
  - テレビ東京系列の教養番組『世界おでかけ』が放送開始（ - 1997年3月31日）。
- 9日 - 北海道テレビ放送（HTB）で鈴井貴之・大泉洋出演のローカルバラエティ『水曜どうでしょう』が放送開始。その後2002年9月25日を以て放送休止するが、以後年数回のペースで新作放送・DVD全集を発売。また各地で再編集版『水曜どうでしょうClassic』と再放送版『どうでしょうリターンズ』が放送している。
- 10日 - 日本テレビ系列『マジカル頭脳パワー!!』で1枠レギュラーの所ジョージがこの日を持って降板。翌週17日から今田耕司に交代。
- 11日 - フジテレビ系列で単発特別番組『金曜メガTV』が放送開始（ - 1997年3月28日）。
- 13日
  - TBS系列教養・ドキュメンタリー番組『世界謎紀行・神々のいたずら』が放送開始（ - 1997年9月21日）。
  - テレビ東京系列の昼の鑑定バラエティ番組『開運!なんでも鑑定団』再放送がこの日から放送時間変更。
- 14日 - 東海テレビの情報バラエティ番組『月曜日が待ち遠しい!』が放送開始（ - 1998年3月16日）。
- 15日 - フジテレビの通販番組『WORLD SHOP』が放送開始（ - 1997年6月28日）。
- 16日
  - 日本テレビ系列で『速報!歌の大辞テン』が放送開始（ - 2005年3月23日）。MCは徳光和夫と飯島直子（後に中山エミリ）が交代。
  - TBS系列では水曜夜9時枠に関口宏の司会・内藤剛志のナビゲートによるドキュメンタリー番組『女神の天秤』が放送開始（ - 1998年3月11日）、水曜夜10時枠にMCTOKIOとKinKi Kidsによる『Toki-kin急行好きだよ!好きやねん』が放送開始（ - 1997年3月12日）。
  - フジテレビ系列で『タモリの超ボキャブラ天国』が改題リニューアル（ - 1997年3月19日）。
- 17日
  - TBS系列のクイズ番組『バリキン7 賢者の戦略』とテレビ朝日系のクイズ番組で『超次元タイムボンバー』がそれぞれ放送開始（ - 1997年9月11日）。
  - フジテレビ系のクイズ番組『天下ごめんネ!!』が放送開始（ - 1997年2月27日）。
- 18日 - 日本テレビ系列で『ひらめけ!発明大将軍』が改題リニューアル（ - 1997年3月21日）。MCは今田耕司と東野幸治と研ナオコ。
- 19日
  - フジテレビ系列でナインティナイン他若手（当時）のお笑い芸人がメインで出演するバラエティ番組『めちゃ×2イケてるッ!』放送開始（ - 2018年3月）。
  - フジテレビ系列で吉田拓郎とKinKi Kidsの司会による音楽バラエティ番組『LOVE LOVEあいしてる』が放送開始（ - 2001年3月）。
- 27日
  - 日本テレビ系で『特命リサーチ200X』が放送開始（ - 2004年3月7日）。
  - フジテレビ・関西テレビ制作で生活情報番組『発掘!あるある大事典』が放送開始（ - 2004年3月28日）。
- 29日 - 日本テレビ系列で『幸せの☆一番星』が放送開始（ - 12月10日）。MCは草野仁と神田うの

### 11月
- 2日〜3日 - テレビ朝日系で超大型特別番組『熱血27時間 炎のチャレンジ宣言』放送（1997年まで）。
- 4日 - TBS系の夕方5時ドラマ再放送枠が月〜木曜が週4日制に、金曜夕方5時新番組に『熱帯シナモンズ』が放送開始。
- 29日 - 仙台放送『夕焼けTV編集局』が放送終了。

### 12月
- 6日（金曜日） - 長野県小谷村で蒲原沢土石流災害発生、NHK・民放各局では夕方のニュースを拡大して臨時ニュースを伝えた。
- 9日 - TBS系列の『ナショナル劇場』で時代劇・『水戸黄門 第25部』が放送開始。この日は同番組の生みの親・逸見稔プロデューサーの命日だった。またこの日より同劇場のナレーターが声優の柴田秀勝となる。
- 18日 - 日本時間のこの日午後、ペルーの日本大使公邸占拠事件が発生したことにより、NHK・民放各局では一部番組を変更し臨時ニュースを伝えた。
- 31日
  - TBS系列で『第38回日本レコード大賞』放送。この回から堺正章が総合司会を務める。大賞は安室奈美恵の「Don't wanna cry」。安室は歴代の女性ソロ歌手としては最年少（19歳3か月11日）での受賞であった[10]。
  - 『第47回NHK紅白歌合戦』放送（20:00 - 23:45）。この年の司会は紅組が松たか子（女優）、白組は古舘伊知郎が務め、総合司会は宮本隆治、草野満代の両NHKアナウンサー（NHK東京アナウンス室、当時）が務めた。なお、松は紅組司会者としては歴代最年少（19歳6か月21日）であった。

## その他テレビに関連する話題
| RKB毎日放送新社屋稼働開始（7月1日）  |  | テレビ西日本新社屋稼働開始（8月5日）  |  | 岩手朝日テレビ（10月1日開局）  |
| RKB毎日放送新社屋稼働開始 （7月1日） |  | テレビ西日本新社屋稼働開始 （8月5日） |  | 岩手朝日テレビ （10月1日開局） |

- 日本テレビが1994年から3年連続で年間視聴率三冠王を達成。
- CSデジタル衛星放送、パーフェクTV!（2025年現在：スカパー!）が放送開始。

### 5月
- 1日 - TBS社長の磯崎洋三がビデオ問題の責任を取る形で辞任、後任社長に砂原幸雄が就任。

### 6月
- 10日 - ジャズバンドシティ・スリッカーズのドラム担当で、1958年（昭和33年）にKRテレビ（後のTBSテレビ）で放送されたテレビ黎明期の名作ドラマ『私は貝になりたい』をはじめとしたテレビドラマや映画などに出演し、朝日放送・テレビ朝日系列クイズ番組『霊感ヤマカン第六感』の司会者としても出演した俳優でミュージシャンのフランキー堺がこの日、肝不全のため死去（67歳没）。
- 30日 - NHK『びっくりスコープ』や日本テレビ系『おはよう!こどもショー』等の子供番組で人気を博し、特にフジテレビ系『ママとあそぼう!ピンポンパン』（1966年 - 1982年）の「シンペイちゃん」で長く親しまれ、また、テレビドラマでもTBS系『ケンちゃんシリーズ』の巡査役などで知られる俳優で声優の坂本新兵（本名：佐藤親広）がこの日、心不全のため東京都内の病院で死去（61歳没）。

### 7月
- 1日 - RKB毎日放送（RKB）がこの日、福岡市中央区渡辺通の旧社屋から福岡市早良区百道浜の社屋に移転。

### 8月
- 5日 - テレビ西日本（TNC）がこの日、福岡市南区高宮の旧社屋から福岡市早良区百道浜の社屋（RKB向かい）に移転。

### 9月
- 23日 - テレビ朝日系『ドラえもん』・フジテレビ系『キテレツ大百科』・テレビ東京系『モジャ公』の原作者である漫画家の藤子・F・不二雄（本名：藤本弘）がこの日死去（享年62）。
- 30日 - 日本テレビ放送網アナウンサーの永井美奈子がこの日をもって退職し、フリーアナウンサーへ転向。

### 10月
- 1日 - 岩手朝日テレビ（IAT、テレビ朝日系列）が開局[11]。これにより、岩手県の民放4系列4局のフルネット化が完了。同局の開局で、東北地方全県にテレビ朝日系列の放送局が出揃った[12]。なお、テレビ朝日系の開局は2025年時点では岩手朝日テレビが最後である。

## 開局
- 10月1日 - 岩手朝日テレビ

## 周年

### 番組
- 放送開始40周年
  - 『日曜劇場』（TBS）
- 放送開始35周年
  - 『連続テレビ小説』（NHK総合）
  - 『みんなのうた』（NHK）
  - 『キンカン素人民謡名人戦』
- 放送開始30周年
  - 『ウルトラシリーズ』 (毎日放送)
  - 『笑点』（日本テレビ）
  - 『日曜洋画劇場』（テレビ朝日）
- 放送開始25周年
  - 『仮面ライダーシリーズ』
  - 『新婚さんいらっしゃい!』（朝日放送）
  - 『ごちそうさま』（日本テレビ）
- 放送開始20周年
  - 『名曲アルバム』(NHK)
  - 『日曜美術館』（NHK教育）
  - 『プロ野球ニュース』（フジテレビ）
  - 『徹子の部屋』（テレビ朝日）
- 放送開始15周年
  - 『将棋の時間』（NHK教育）
  - 『サタふく』（福島テレビ）
- 放送開始10周年
  - 『世界・ふしぎ発見!』（TBS）
  - 『ミュージックステーション』（テレビ朝日）
  - 『いい旅・夢気分』（テレビ東京）
- 放送開始5周年
  - 『どさんこワイド』（札幌テレビ）
  - 『オールスター感謝祭』（TBS）
  - 『ブロードキャスター』（TBS）
  - 『スーパーテレビ情報最前線』（日本テレビ）
  - 『とんねるずの生でダラダラいかせて!!』（日本テレビ）
  - 『ライオンのごきげんよう』（フジテレビ）
  - 『KRYさわやかモーニング』（山口放送）

### 開局・放送開始
- 1月8日 - NHK広島放送局教育テレビジョン放送開始35周年。
- 3月21日 - NHK福岡放送局テレビジョン放送開始40周年。
- 3月22日 - NHK仙台放送局、NHK広島放送局テレビジョン放送開始40周年。
- 4月1日
  - 県域テレビジョン放送開始25周年 - NHK大津放送局（3月1日中継局開所35周年）
  - 開局15周年 - テレビ新潟放送網
  - 開局5周年 - 岩手めんこいテレビ、長野朝日放送、TXN九州、長崎国際テレビ、WOWOW
- 4月16日 - 群馬テレビ開局25周年。
- 5月1日 - 千葉テレビ放送開局25周年。
- 5月24日 - NHK神戸放送局テレビジョン放送開始25周年。
- 5月31日 - NHK和歌山放送局テレビジョン放送開始25周年。
- 10月1日
  - 開局15周年 - 福島放送
  - 開局5周年 - 青森朝日放送、北陸朝日放送
- 12月1日 - 中部日本放送、朝日放送（大阪テレビ放送として）テレビジョン放送開始40周年。
- 12月22日 - NHK札幌放送局テレビジョン放送開始40周年。

### 記念回
- 7月16日 - ジャングルTV 〜タモリの法則〜（毎日放送）100回

## 視聴率
（※関東地区、ビデオリサーチ調べ）

### スポーツ
1. 日本シリーズ第2戦「巨人×オリックス」&NNN総選挙スペシャル（日本テレビ、10月20日）43.3%
2. '96プロ野球日本シリーズ「巨人×オリックス」第1戦・2部（日本テレビ、10月19日）43.1%
3. アトランタオリンピック「男子マラソン」（NHK総合、8月4日）43.0%
4. ナイター中継'96「中日×巨人」（フジテレビ、10月6日）37.1%
5. アトランタオリンピック「女子マラソン」（TBS、7月28日）36.6%
6. '96プロ野球日本シリーズ「オリックス×巨人」第5戦（TBS、10月24日）36.3%
7. '96プロ野球日本シリーズ「オリックス×巨人」第4戦（フジテレビ、10月23日）33.8%
8. 大相撲秋場所・千秋楽（NHK総合、9月22日）31.1%
9. アトランタオリンピック「開会式」（NHK総合、7月20日）30.9%
10. プロ野球「中日×巨人」（NHK総合、8月31日）30.9%
11. 大相撲初場所・14日目（NHK総合、1月20日）30.7%
12. 月曜ナイター「巨人×広島」（日本テレビ、9月23日）29.8%
13. 大相撲初場所・千秋楽（NHK総合、1月20日）29.3%
14. 第72回東京箱根間往復大学駅伝競走・往路（日本テレビ、1月2日）29.2%
15. プロボクシング・WBC世界Jフェザー級タイトルマッチ「ダニエル・サラゴサ×辰吉丈一郎」（日本テレビ、3月3日）29.2%
16. 第72回東京箱根間往復大学駅伝競走・復路（日本テレビ、1月3日）29.1%
17. 日米野球 '96スーパーメジャーシリーズ 第2戦「メジャーリーグ選抜×全日本」（日本テレビ、11月2日）29.1%
18. '96プロ野球日本シリーズ「オリックス×巨人」第3戦（フジテレビ、10月22日）29.0%

### ドラマ
1. 大河ドラマ 秀吉（NHK総合、3月10日）37.4%
2. ロングバケーション（最終回）（フジテレビ、6月24日）36.7%
3. ドラマスペシャル 古畑任三郎（フジテレビ、3月27日）34.4%
4. 連続テレビ小説 ふたりっ子（NHK総合、11月30日）31.9%
5. 橋田壽賀子ドラマ 渡る世間は鬼ばかり（TBS、12月12日）30.1%
6. 連続テレビ小説 ひまわり（NHK総合、7月25日）29.6%
7. 協奏曲 (テレビドラマ) (TBS、10月11日) 28.2%
8. Age,35 恋しくて (最終回) (フジテレビ、6月27日) 28.1%
9. 連続テレビ小説 走らんか!（NHK総合、3月16日）28.0%
10. 金田一少年の事件簿（最終回）（日本テレビ、9月14日）27.8%
11. 続・星の金貨 (最終回) (日本テレビ、12月25日) 26.4%
12. ピュア (フジテレビ、2月5日) 25.9%
13. おいしい関係 (最終回) (フジテレビ、12月16日) 25.5%

### バラエティ・歌番組
1. 第47回NHK紅白歌合戦・第2部（NHK総合、12月31日）53.9%
2. 第47回NHK紅白歌合戦・第1部（NHK総合、12月31日）41.6%
3. マジカル頭脳パワー!!（日本テレビ、5月2日）31.6%
4. SMAP×SMAP（フジテレビ、6月24日）29.5%
5. THE夜もヒッパレ（日本テレビ、1月20日）25.4%

### 報道・情報番組
1. ニュース（正午）（NHK総合、9月22日）31.7%
2. 首都圏ニュース・気象情報（NHK総合、2月17日）29.1%

### アニメ
1. サザエさん（フジテレビ、2月18日）30.3%

## テレビドラマ

### NHK
大河ドラマ
- 秀吉（主演：竹中直人）

連続テレビ小説
- ひまわり（主演：松嶋菜々子）
- ふたりっ子（主演：菊池麻衣子、岩崎ひろみ）

### 日本テレビ系
土曜グランド劇場
- 銀狼怪奇ファイル（主演：堂本光一）
- 透明人間（主演：香取慎吾）
- 金田一少年の事件簿（第2シリーズ）（主演：堂本剛）
- 聖龍伝説（出演：安達祐実、千葉真一）

水曜ドラマ
- 奇跡のロマンス（主演：赤井英和）
- 竜馬におまかせ!（主演：浜田雅功）
- グッドラック（主演：松本明子）
- 続・星の金貨（主演：酒井法子）

火曜時代劇
- 江戸の用心棒II（主演：高橋英樹）
- さむらい探偵事件簿（主演：高橋英樹）※最終作品

よみうりテレビ制作月曜10時枠
- オンリー・ユー〜愛されて〜（主演：鈴木京香）
- 俺たちに気をつけろ。（主演：保坂尚輝）
- 八月のラブソング（主演：葉月里緒菜）
- ナチュラル 愛のゆくえ（主演：石田ひかり）

### TBS系の主なテレビドラマ
ナショナル劇場
- 水戸黄門（第24部）（主演：佐野浅夫）
- 大岡越前（第14部）（主演：加藤剛）
- 水戸黄門（第25部）（主演：佐野浅夫）

木曜9時
- 3年B組金八先生（第4シリーズ）（主演：武田鉄矢）
- 渡る世間は鬼ばかり（第3シリーズ）（主演：山岡久乃）

木曜10時
- リスキー・ゲーム（主演：松下由樹）
- 結婚しようよ（主演：江口洋介）
- 真昼の月（主演：織田裕二、常盤貴子）
- 義務と演技（主演：浅野ゆう子）

金曜9時
- キャンパスノート（主演：内田有紀）
- 若葉のころ（主演：堂本剛、堂本光一）
- ひと夏のプロポーズ（主演：坂井真紀）
- ひとり暮らし（主演：常盤貴子）

金曜ドラマ
- 愛とは決して後悔しないこと（主演：緒形直人）
- 君と出逢ってから（主演：本木雅弘、鶴田真由）
- 硝子のかけらたち（主演：藤井フミヤ、松雪泰子）
- 協奏曲（主演：田村正和、木村拓哉）

東芝日曜劇場
- 冠婚葬祭部長（主演：萩原健一）
- その気になるまで（主演：明石家さんま）
- ふたりのシーソーゲーム（主演：中村雅俊）
- Dear ウーマン（主演：東山紀之、大竹しのぶ）

### フジテレビ系の主なテレビドラマ
月9
- ピュア（主演：和久井映見）
- ロングバケーション（主演：木村拓哉、山口智子）
- 翼をください!（主演：内田有紀）
- おいしい関係（主演：中山美穂、唐沢寿明）

火9
- みにくいアヒルの子（主演：岸谷五朗）※第1作
- ナースのお仕事（第1シリーズ）（主演：観月ありさ）
- こんな私に誰がした（主演：筒井道隆、武田真治）

水9
- 古畑任三郎（第2シーズン）（主演：田村正和）※最終作品

関西テレビ制作月10
- 明日はだいじょうぶ（主演：筒井道隆）
- いい日旅立ち〜4つの卒業〜（出演：高橋由美子、阿部寛）※最終作品

関西テレビ制作火10
- 勝利の女神（主演：中居正広）※第1作
- もう我慢できない!（主演：若村麻由美）
- ゆずれない夜（主演：賀来千香子）

水曜時代劇
- 雲霧仁左衛門（主演：山﨑努）
- 八丁堀捕物ばなし（第2シリーズ）
- 忠臣蔵

木曜劇場
- 白線流し（主演：長瀬智也）
- Age,35 恋しくて（主演：中井貴一）
- コーチ（主演：浅野温子、玉置浩二）
- ドク（主演：安田成美、香取慎吾）

金8
- 将太の寿司（主演：柏原崇）※1作のみ

東海テレビ制作昼ドラマ
- その灯は消さない（主演：坂口良子）
- 幸福の予感（主演：渡辺梓）
- 真夏の薔薇（主演：安永亜衣）
- はるちゃん（第1シリーズ）（主演：中原果南）

その他
- 木曜の怪談
- 新・木曜の怪談

スペシャルドラマ
- 古畑任三郎（主演：田村正和、ゲスト：山口智子）- 3月27日
- 消えた古畑任三郎 - 4月9日

### テレビ朝日系の主なテレビドラマ
水曜9時刑事ドラマ
- 風の刑事・東京発!（主演：柴田恭兵）※フィルム撮影による最後の作品
- はぐれ刑事純情派（第9シリーズ）※ここからVTR撮影作品
- はみだし刑事情熱系（第1シリーズ）

木曜時代劇
- 名奉行 遠山の金さん（第7シリーズ）
- 大江戸弁護人走る!
- 快刀!夢一座七変化

土曜時代劇
- 暴れん坊将軍VI（主演：松平健）
- 将軍の隠密!影十八
- 暴れん坊将軍VII（主演：松平健）

月曜ドラマ・イン
- ハンサムマン（主演：長野博、松村邦洋）
- イグアナの娘（主演：菅野美穂）
- 闇のパープル・アイ（主演：雛形あきこ）
- イタズラなKiss（主演：柏原崇、佐藤藍子）
- 炎の消防隊（主演：仲村トオル）
- 小児病棟・命の季節（主演：三浦友和）
- 外科医柊又三郎（第2シリーズ）（主演：萩原健一）

ウィークエンドドラマ
- 変〜HEN〜鈴木くん・佐藤くん（出演：佐藤藍子、青木伸輔 他）
- HEN vol.2 ちずるちゃん・あゆみちゃん（出演：城麻美、木内美穂 他）
- KIRARA（出演：京野ことみ、青田典子、古屋暢一 他）
- 金魚のフン（出演：坂上香織、長谷川初範 他）
- しようよ♡

### テレビ東京系の主なテレビドラマ
月曜9時
- 刑事追う!（主演：役所広司）
- 事件・市民の判決（主演：渡瀬恒彦）

土曜10時
- きっと誰かに逢うために（主演：長塚京三）※最終作品

## テレビアニメ
- ディズニーアニメーション (NHK教育)
- YAT安心!宇宙旅行（NHK教育）
- 名探偵コナン（よみうりテレビ）
- バケツでごはん（よみうりテレビ）
- ガンバリスト!駿（よみうりテレビ）
- 逮捕しちゃうぞ（TBS）
- 名犬ラッシー（フジテレビ）
- 家なき子レミ（フジテレビ）
- みどりのマキバオー（フジテレビ）
- ドラゴンボールGT（フジテレビ）
- いじわるばあさん（フジテレビ）
- こちら葛飾区亀有公園前派出所（フジテレビ）
- るろうに剣心 -明治剣客浪漫譚-（フジテレビ）
- 機動新世紀ガンダムX（テレビ朝日）
- 地獄先生ぬ〜べ〜（テレビ朝日）
- 花より男子（朝日放送）
- 勇者指令ダグオン（名古屋テレビ）
- 爆走兄弟レッツ&ゴー!!（テレビ東京）
- 天空のエスカフローネ（テレビ東京）
- VS騎士ラムネ&40炎（テレビ東京）
- 水色時代（テレビ東京）
- こどものおもちゃ（テレビ東京）
- 七星闘神ガイファード（テレビ東京）
- 赤ちゃんと僕（テレビ東京）
- セイバーマリオネットJ（テレビ東京）
- 機動戦艦ナデシコ（テレビ東京）
- 超者ライディーン（テレビ東京）
- エルフを狩るモノたち（テレビ東京）
- 魔法少女プリティサミー（テレビ東京）

## 特撮番組
- ビーファイターカブト（テレビ朝日） - 前作『重甲ビーファイター』の続編。
  - 出演：中里栄臣、安達直人、栗栖ゆきな、山口良一、遠近孝一、大友龍三郎 他
- 激走戦隊カーレンジャー（テレビ朝日）
  - 出演：岸祐二、増島愛浩、福田佳弘、本橋由香、来栖あつこ、まるたまり、大塚芳忠、大竹宏、小林修 他
- 超光戦士シャンゼリオン（テレビ東京）
  - 出演：萩野崇、林美恵、松井友香、相澤一成、東風平千香、市山登、広瀬匠、小川敦史、遠藤あゆみ 他
- ウルトラマンティガ（毎日放送）- 平成ウルトラマンシリーズ第1作。ここから毎日放送制作となる。
  - 出演：長野博（20th Century）、吉本多香美、影丸茂樹、増田由紀夫、古屋暢一、高樹澪 他

## 報道・情報・番宣・自己批評・通販・旅・紀行・教養・教育・子供向け・ドキュメンタリー・スポーツ・映画他
開始番組
- 1月
  - 海外ドラマ枠（日本テレビ）
  - 高塚光の飛べ!ドーパミン!（日本テレビ）
  - アトランタの風（日本テレビ）
  - 挑戦者（フジテレビ）
  - 金曜超テレビ宣言!（フジテレビ）
  - 遊々散歩人（フジテレビ）
- 3月
  - 生中継 にっぽんの夜（NHK総合）
  - 堂々日本史（NHK総合）
  - 未来派宣言（NHK総合）
  - 青春ドギィ&マギィ（NHK総合）
  - BLITZ INDEX（TBS）
  - 西田篤史のテレビランド（広島ホームテレビ）
- 4月
  - NHKネットワークニュース（NHK総合）
  - 6時半です!ニュースセンター福岡（NHK福岡）
  - 6時半です!ニュースセンター北九州（NHK北九州）
  - ニュース845（NHK総合）
  - あすを読む（NHK総合）
  - あの人あの芸（NHK総合）
  - 食卓の王様（NHK総合）
  - 生活ほっとモーニング土曜版（NHK総合）
  - NHK土曜プラザ（NHK総合）
  - ソリトン（NHK総合）
  - なるほど経済（NHK総合）
  - にっぽん点猫（NHK総合）
  - いないいないばあっ!（NHK BS2→NHK教育）
  - ざわざわ森のがんこちゃん（NHK教育）
  - ワンポイント福祉（NHK教育）
  - 共に生きる明日（NHK教育）
  - サイエンスアイ（NHK教育）
  - 達人たちの玉手箱（NHK教育）
  - ステージドア（NHK教育）
  - ふしぎコロンブス（NHK教育）
  - キッズチャレンジ（NHK教育）
  - たったひとつの地球（NHK教育）
  - シリーズ10min.楽々パソコン（NHK教育）
  - ハイスクール電脳倶楽部（NHK教育）
  - ふしぎのたまご（NHK教育）
  - きっと明日は（NHK教育）
  - さわやかインタビュー（NHK教育）
  - 熱中ホビー百科（NHK教育）
  - バードウォッチング（NHK BS1）
  - 楽しいホームペイント（NHK BS1）
  - 地球天気予報（NHK BS1）
  - プライムタイムニュース（NHK BS1）
  - NHK英語ニュース（NHK BS1）
  - アウトドアクラブ（NHK BS1）
  - どうぶつ百態（NHK BS1）
  - BS討論（NHK BS1）
  - 起業家群像（NHK BS1）
  - 映像探検20世紀（NHK BS1）
  - BSサッカーダイジェスト（NHK BS1）
  - スポーティーサンデー（NHK BS1）
  - 平成古寺巡礼（NHK BS2）
  - やきもの探訪（NHK BS2）
  - スポーツヒーローにチャレンジ（NHK BS2）
  - Starting Up NTV（日本テレビ）
  - あさ天5（日本テレビ）
  - NNNニュースダッシュ（日本テレビ）
  - 読売新聞テレビ朝刊（日本テレビ）
  - 読売新聞は〜い夕刊（日本テレビ）
  - 読売新聞は〜い朝刊（日本テレビ）
  - WIN（日本テレビ）
  - ズームイン!!サタデー（日本テレビ）
  - NNNニュースサタデー（日本テレビ）
  - NNNニュースサンデー（日本テレビ）
  - プラス1天気予報（日本テレビ）
  - リゾバラ（日本テレビ）
  - 週刊パソコン丼（日本テレビ）
  - 火曜デラックス'96（日本テレビ）
  - STVニュースプラス1サタデー（札幌テレビ）
  - STVニュースプラス1サンデー（札幌テレビ）
  - ABSニュースダッシュ（秋田放送）
  - ニュースプラス1いわて（テレビ岩手）
  - ニュースプラス1いわてサタデー（テレビ岩手）
  - ニュースプラス1いわてサンデー（テレビ岩手）
  - YBCニュースダッシュ（山形放送）
  - YBCニュースプラス1・サタデー（山形放送）
  - YBCニュースプラス1・サンデー（山形放送）
  - ミヤギテレビニュースダッシュ（ミヤギテレビ）
  - NNNミヤギテレビニュースプラス1サタデー（ミヤギテレビ）
  - NNNミヤギテレビニュースプラス1サンデー（ミヤギテレビ）
  - FCTニュースダッシュ（福島中央テレビ）
  - NNN FCTニュースプラス1サタデー（福島中央テレビ）
  - NNN FCTニュースプラス1サンデー（福島中央テレビ）
  - TNNニュースプラス1サタデー（テレビ新潟）
  - TNNニュースプラス1サンデー（テレビ新潟）
  - TSBニュースダッシュ（テレビ信州）
  - TSBニュースプラス1サタデー（テレビ信州）
  - TSBニュースプラス1サンデー（テレビ信州）
  - だいすきふるさと（静岡第一テレビ）
  - 心にエール!ふるさと夢図鑑（中京テレビ）
  - 2時間ワイドじゃんけんぽん（テレビ金沢）
  - 夕方いちばんプラス1（福井放送）
  - 木曜決定版!（読売テレビ）
  - あさパラ!（読売テレビ）
  - Go!5!知っテレビ（日本海テレビ）
  - NNNニュースダッシュひろしま（広島テレビ）
  - 特急!なんかいNEWSプラス1（南海放送）
  - 特急!なんかいNEWSプラス1土曜版（南海放送）
  - NNN FBSニュースプラス1サンデー（福岡放送）
  - ニュースプラス1ながさきサンデー（長崎国際テレビ）
  - KKTニュースダッシュ（熊本県民テレビ）
  - KYTニュースダッシュ（鹿児島読売テレビ）
  - KYTニュースプラス1サンデー NNN（鹿児島読売テレビ）
  - ニュース&ウェザー（TBS）
  - フェイス（TBS）
  - ゴルフ楽園（TBS）
  - おはよう天気500（TBS）
  - 王様のブランチ（TBS）
  - スポーツ十番勝負（TBS）
  - 世界遺産（TBS）
  - グラフィティ'96（→'97）（毎日放送）
  - 田村英一の活き活きテレビ特急便（北海道放送）
  - RSK5時金曜版（山陽放送）
  - NEWSひろしまの森（中国放送）
  - 瀬戸内海21（中国放送）
  - UPるトゥディ（長崎放送）
  - パジャマで天気（フジテレビ）
  - ふうふうごはん（フジテレビ）
  - コレミレバ（フジテレビ）
  - ガンバレ!馬君（フジテレビ）
  - SRS（フジテレビ）
  - NEXT TV（フジテレビ）
  - あなたの税ミナール（フジテレビ）改題。
  - 横浜感覚（フジテレビ）
  - 快楽釣美人（フジテレビ）
  - Do!Do!Do!（フジテレビ）
  - ゴルファーへの手紙（フジテレビ）
  - 板東・八方ヨジキンTV（関西テレビ）
  - 走れ!ガリバーくん（関西テレビ）
  - まんまんスペシャル（テレビ新広島）
  - とにかく愛媛5:25（テレビ愛媛）
  - ワイド!スクランブル（テレビ朝日）
  - 完全特捜宣言!あなたに逢いたい!（テレビ朝日）
  - プレビュールーム（テレビ朝日）
  - ズームUP（テレビ朝日）
  - ハツラツKIDS（テレビ朝日）
  - BeachBerak（テレビ朝日）
  - 田原総一朗の異議あり!（テレビ朝日）
  - Web（テレビ朝日）
  - 世界の国立公園（テレビ朝日）
  - 青木功新ゴルフ革命（テレビ朝日）改題。
  - 特捜TV!ガブリンチョ（テレビ朝日）
  - 探検王国 そんなことアルマジロ（朝日放送）
  - スポーツパラダイス（静岡朝日テレビ）
  - 人生強壮剤キヨブタX（名古屋テレビ）
  - ネエネエKSBだよ（瀬戸内海放送）
  - 月刊!アビ鷹どんぶり（九州朝日放送）
  - お天気コンサート（九州朝日放送）
  - モーニングダイレクト（テレビ東京）
  - TVダイレクト（テレビ東京）
  - 午後のロードショー（テレビ東京）
  - 世界のマリンリゾート（テレビ東京）
  - 愛する人へ（テレビ東京）
  - EARTH BEAT（テレビ東京）
  - ディズニー・トゥーン・タウン（テレビ東京）
  - 安心百科シルバーライフ（テレビ東京）
  - 情報レストラン（テレビ東京）
  - 生かします!視聴者の声（テレビ東京）
  - こちらお天気情報部（テレビ東京）
  - 外で遊ぼう 我ら釣り仲間（テレビ東京）
  - 旅列島!夢ある街へ（テレビ東京）
  - 熱論ガラガラにっポン（テレビ東京）
  - 芹澤信雄のゴルフ熱中塾（テレビ東京）改題。
  - ゲートボール王国（テレビ東京）
  - いい家見つけた（テレビ東京）
  - ザ・インタビュー（テレビ東京）
  - サンデースポーツライブ（テレビ東京）
  - 丸山茂樹のショーアップゴルフ（テレビ東京）
  - びたみんP（テレビ東京）
  - 超野球ファイターズ（テレビ東京）
  - アジアを駆ける（テレビ愛知）
- 5月
  - 板東英二のクリックPAPA（毎日放送）
- 6月
  - お天気クジラ（TBS）
  - お天気クジラ朝ごはん!（北海道放送）
  - お天気クジラATV（青森テレビ）
  - 朝イチバン!（毎日放送）
  - おはようももピッ!（RKB毎日放送）
  - おはようクジラ（TBS）
  - 2時のニュース（第2期）（TBS）
  - JNNニュース（TBS）
  - TBCニュースウェーブ（東北放送）
- 7月
  - アトランタオリンピック中継（NHK・民放各局）
  - いま人（日本テレビ）
  - 感動山脈（日本テレビ）
  - PARTYしようよ（日本テレビ）
  - テレポート525（福島テレビ）
  - おこもり（テレビ東京）
  - 64マリオスタジアム（テレビ東京）
  - 芹澤信雄のゴルフ熱中塾2（テレビ東京）改題。
  - スポラバ（テレビ大阪）
- 8月
  - 彼女からのエアメール（毎日放送）
  - BSマンガ夜話（NHK BS2→BSプレミアム）
- 9月
  - 峰竜太のホンの昼メシ前（日本テレビ）
  - はなまるマーケット（TBS）
  - 素敵なあなた（TBS）
  - はーい!昼ナマ（毎日放送）
  - MBSニュースヘッドライン（毎日放送）
  - 早起き一番!天気&NEWS（テレビ朝日）
  - 自遊人へ（テレビ朝日）
  - クリック・CLICK!（テレビ朝日）
  - IATきらめきワイド（岩手朝日テレビ）
  - 後庵継丸のいい朝一番!（九州朝日放送）
  - ニュースヘッドライン（テレビ東京）
  - 遊・感・星（テレビ東京）
- 10月
  - アートタイム（日本テレビ）
  - メルカァド〜市場大好き〜（日本テレビ）
  - 倶楽部6（TBS）
  - 世界謎紀行・神々のいたずら（TBS）
  - フェイス2（TBS）改題。
  - 女神の天秤（TBS）
  - 英雄伝説（TBS）
  - 浜田雅功のシングルGOLF（TBS）
  - 道浪漫（毎日放送）
  - B-wave（フジテレビ）
  - WORLD SHOP（フジテレビ）
  - HEY!HEY!HEY!COMING SOON（フジテレビ）
  - 香港ドラゴンニュース（フジテレビ）
  - 私のストリート（フジテレビ）
  - ワイワイ!アニメランド（フジテレビ）
  - 金曜メガTV（フジテレビ）
  - 地に山に海に（フジテレビ）
  - ゴルフ王国伝説 - joy・女医・ゴルフ（フジテレビ）
  - ダウンタウンがやってくる!（フジテレビ）
  - 月曜日が待ち遠しい!（東海テレビ）
  - 発掘!あるある大事典（関西テレビ）
  - 山・海・漬（岩手めんこいテレビ）
  - 峰竜太の金曜まがじん5時ら（テレビ朝日）
  - 天気予報（テレビ朝日）
  - WOMAN²（テレビ朝日）
  - トムソーヤS（テレビ朝日）
  - ゴジラ王国（テレビ東京）
  - 大島さと子のなるほどテレビ（テレビ東京）
  - 丸山茂樹のゴルフ一直線（テレビ東京）
  - 村口史子のゴルフ真剣勝負（テレビ東京）
  - IT'sアクセス（テレビ東京）
  - 輝き馬世界（テレビ東京）
  - スポーツ100％（テレビ東京）
  - 世界お出かけ（テレビ東京）
  - 舛添要一アジアを歩く（テレビ愛知）
- 11月
  - SKINOW（テレビ東京）冬季限定

終了番組
- 2月
  - オリンピック・100人の伝説（NHKBS1）
  - 恐怖の体重計（フジテレビ）
- 3月
  - ニュースプラザ（NHK総合）
  - サンデー経済スコープ（NHK総合）
  - イブニングネットワーク 列島リレー（NHK総合）
  - イブニングネットワークふくおか（NHK福岡）
  - イブニングネットワーク北九州（NHK北九州）
  - のびのびノンちゃん（NHK教育）
  - はてなをとびだそう（NHK教育）
  - とびだせ たんけんたい（NHK教育）
  - いのち輝け地球（NHK教育）
  - はてなでスタート（NHK教育）
  - あしたへジャンプ（NHK教育）
  - 10min.コンピューター（NHK教育）
  - ティーンズねっとわーく（NHK教育）
  - あすの福祉（NHK教育）
  - プラクティカル日本語講座（NHK教育）
  - 私の定年戦略（NHK教育）
  - にっぽん名物研究室（NHK教育）
  - 土曜ソリトン SIDE-B（NHK教育）
  - 20歳の趣味講座（NHK教育）
  - 現役くらぶ 人生これから（NHK教育）
  - 日曜ソリトン 夢ときどき晴れ!（NHK教育）
  - 産物列島（NHK BS1）
  - わくわくアウトドアライフ（NHKBS1）
  - わくわくアウトドアライフ アンコール（NHK BS1）
  - 欧米経済情報（NHK BS1）
  - BSニュースワイド 21:50（NHK BS1）
  - Today's Japan（NHK BS1）
  - 週刊ワールドニュース（NHK BS1）
  - ヨーロッパ経済ウィークリー（NHK BS1）
  - ワールドマガジン（NHK BS1）
  - スポーティーフライデー（NHK BS1）
  - プロサッカーJリーグダイジェスト（NHK BS1）
  - TVじゃん!金曜版（日本テレビ）
  - 朝一番天気!あさ天（日本テレビ）
  - NNN昼のニュース（日本テレビ）
  - NNN朝のニュース（日本テレビ）
  - 所・直子チャンネル 東京Jr.ジャンク～土曜は放課後～（日本テレビ）
  - NNNニュースプラス1土曜版（日本テレビ）
  - 読売新聞ニュース（日本テレビ）
  - 読売新聞あすの朝刊（日本テレビ）
  - うるとら7:00（日本テレビ）
  - 実戦!ゲートボール（日本テレビ）
  - ザ・サンデー（日本テレビ）
  - 折々の味（日本テレビ）
  - 巨人魔王（日本テレビ）
  - 皇室グラフィティ（日本テレビ）
  - NNN日曜夕刊（日本テレビ）
  - 天気予報（日本テレビ）
  - ドキュメントアンコール劇場（日本テレビ）
  - 噂の!!解禁スタジオ（日本テレビ）
  - STVニュースプラザ（札幌テレビ）
  - STV日曜夕刊（札幌テレビ）
  - ABS昼のニュース（秋田放送）
  - NNNニュースプラス1いわて（テレビ岩手）
  - YBC昼のニュース（山形放送）
  - YBC日曜夕刊（山形放送）
  - TSBニュースプラス1（テレビ信州）
  - HAYAMI ENGLISH NETWORK -HEN-（中京テレビ）
  - 体感!ワンダフル日本（中京テレビ）
  - 中京テレビプラス1（中京テレビ）
  - ワザあり!にっぽん（中京テレビ）
  - きくち・三沢の行け!行け!!ドラゴンズ（中京テレビ）
  - Viva!サッカー（中京テレビ）
  - 昼Nワイド（テレビ金沢）
  - テレビ金沢ニュースプラス1（テレビ金沢）
  - FBCニュースプラス1（福井放送）
  - 情報フロント530（福井放送）
  - ときめきタイムリー（読売テレビ）
  - NNN昼のニュースひろしま（広島テレビ）
  - なんかいNEWS530プラス1（南海放送）
  - なんかいNEWS530プラス1土曜版（南海放送）
  - NIB日曜夕刊（長崎国際テレビ）
  - KYT昼のニュース（鹿児島読売テレビ）
  - KYTニュース日曜夕刊（鹿児島読売テレビ）
  - Try It（TBS）
  - レシピの玉手箱（TBS）
  - 花生活（TBS）
  - 倶楽部6（TBS）
  - 関東地方きょうのお天気（TBS）
  - 特選!傑作ドラマシリーズ（TBS）
  - THE・プレゼンター（TBS）
  - 4時からワイド・いちばん星（北海道放送）
  - RCC today（中国放送）
  - ほっとポテト（長崎放送）
  - バボフラGIG（フジテレビ）
  - 挑戦者（フジテレビ）
  - 金曜超テレビ宣言!（フジテレビ）
  - 週末家庭倶楽部（フジテレビ）
  - メイコとあなたの税ミナール（フジテレビ）
  - 遊々散歩人（フジテレビ）
  - 四季の詞（フジテレビ）
  - 地域新聞・うらどっこ（テレビ朝日）
  - TVぱびりOn（→TVぱびりおん）（テレビ朝日）
  - テレンス・コンランのホームデザイン倶楽部（テレビ朝日）
  - 街だより・人だより（テレビ朝日）
  - キンキンのとことん好奇心（テレビ朝日）
  - パワーワイド（テレビ朝日）
  - ふしぎチャレンジ（テレビ朝日）
  - はなきんデータH（テレビ朝日）
  - Alepops（テレビ朝日）
  - ザ・スクープ（テレビ朝日）
  - TVクリップ（テレビ朝日）
  - 青木功ゴルフ革命（テレビ朝日）
  - 興味しんしん丸（朝日放送）
  - 気分はワイルド（朝日放送）
  - ViVa!Jリーグ（静岡朝日テレビ）
  - サラリーマン・アワー 平成のオキテ（名古屋テレビ）
  - ニュースバーガー（広島ホームテレビ）
  - あにめあさいち（テレビ東京）
  - 体に効くテレビ（テレビ東京）
  - シネマタウン（テレビ東京）
  - おばあちゃんといっしょ!（テレビ東京）
  - 出会いKANPAI（テレビ東京）
  - ミッキー・キッズ（テレビ東京）
  - めざせ!Jリーガー（テレビ東京）
  - インターネット・エキスプレス（テレビ東京）
  - 昼どきっ!見聞録（テレビ東京）
  - ディズニーへようこそ（テレビ東京）
  - 鈴木健二トーク（テレビ東京）
  - アジアビジネス（テレビ東京）
  - SKINOW（テレビ東京）
  - 中村雅俊・芹澤信雄のゴルフ熱中塾（テレビ東京）
  - 自然バンザイ!（テレビ愛知）
- 5月
  - おはよう天気500（TBS）
  - あなたにオンタイム（TBS）
  - フレッシュ!（TBS）
  - スーパーワイド（TBS）
  - 海の向こうで暮らしてみれば（毎日放送）
  - ただいまワイド 太郎の生いき情報館（東北放送）
- 6月
  - 高塚光の飛べ!ドーパミン!（日本テレビ）
  - 夜光虫（日本テレビ）
  - ネオハイパーキッズ（日本テレビ）
  - 世界のマリンリゾート（テレビ東京）
  - 安心百科シルバーライフ（テレビ東京）
  - スーパーマリオスタジアム（テレビ東京）
  - 芹澤信雄のゴルフ熱中塾（テレビ東京）
  - 町おこし村おこし（テレビ大阪）
- 7月
  - 板東英二のクリックPAPA（毎日放送）
- 9月
  - どうぶつ百態（NHK BS1）
  - ルックルックこんにちは金曜テレゴング（日本テレビ）
  - ヤン坊マー坊天気予報（日本テレビ）
  - 火曜デラックス'96（日本テレビ）
  - アトランタの風（日本テレビ）
  - 快適夢空間（日本テレビ）
  - MOVE（日本テレビ）
  - 健康大好き!金造一家（中京テレビ）
  - YBC5時!ピヨ卵&プラス1ワイド（山形放送）
  - もぎたてテレビ60（南海放送）
  - モーニングEye（TBS）
  - フェイス（TBS）
  - スペースJ（TBS）
  - 浪漫紀行・地球の贈り物（TBS）
  - 生きる〜こころと健康（TBS・毎日放送）
  - ラブリー6（TBS）
  - 彼女からのエアメール（毎日放送）
  - 宵待5（毎日放送）
  - ただいまワイド（東北放送）
  - コレミレバ（フジテレビ）
  - 君への贈物（フジテレビ）
  - モノ・もの・レーダー（フジテレビ）
  - ゴルファーへの手紙（フジテレビ）
  - 好きです♥ミミンバ!（東海テレビ）
  - 花王ファミリースペシャル（関西テレビ）
  - 朝イチN天!CNN（テレビ朝日）
  - やじうま6（テレビ朝日）
  - 新やじうまワイド（テレビ朝日）
  - 住通信（テレビ朝日）
  - 峰竜太の元気一番!（テレビ朝日）
  - ハツラツKIDS（テレビ朝日）
  - BerchBerak（テレビ朝日）
  - We（テレビ朝日）
  - 青木功新ゴルフ革命（テレビ朝日）
  - Jリーグ A GOGO!!（テレビ朝日）
  - 朝いちフレッシュ情報（秋田朝日放送）
  - おはよう発信基地（朝日放送）
  - 後庵継丸のラジオdeテレビ（九州朝日放送）
  - NEWSモーニングJAM（テレビ東京）
  - よいこのアニメ劇場（テレビ東京）
  - TXときめき情報（テレビ東京）
  - おこもり（テレビ東京）
  - おしゃべりゴルフ倶楽部（テレビ東京）
  - 三菱ダイヤモンド・サッカー（第2期）（テレビ東京）
  - 世界馬紀行（テレビ東京）
  - いい家見つけた（テレビ東京）
  - ザ・インタビュー（テレビ東京）
  - サンデースポーツライブ（テレビ東京）
  - 丸山茂樹のショーアップゴルフ（テレビ東京）
  - 遊びの天才!（テレビ東京）
  - アジアを駆ける（テレビ愛知）
- 10月
  - 見のがせナイト（フジテレビ）
  - GOLFNOW（テレビ東京）
- 11月
  - 夕焼けTV編集局（仙台放送）
- 12月
  - 感動山脈（日本テレビ）
  - 地に山に海に（フジテレビ）
  - ぴいぷる（テレビ東京）
  - 大島さと子のなるほどテレビ（テレビ東京）

## バラエティ番組
- 1億人の大質問!?笑ってコラえて!（日本テレビ）
- 幸せの☆一番星（日本テレビ）
- ウッチャンナンチャンのウリナリ!!（日本テレビ）
- 特命リサーチ200X（日本テレビ）
- ひらめけ!発明大将軍（日本テレビ）
- それ行けKinKi大放送（日本テレビ）
- それ行けKinKi大冒険（日本テレビ）
- アムロ今田きっとNo.1（日本テレビ）
- メレンゲの気持ち（日本テレビ）
- 美女東風 ―Missアジア—（日本テレビ）
- 香取慎吾のアジアのMIKATA（日本テレビ）
- 今田・東野のCMコウジ園（日本テレビ）
- BREAK!（読売テレビ）
- 中居くん温泉（読売テレビ）
- ここにシャチあり!（中京テレビ）
- 神様!!BOMB!（中京テレビ）
- 所のジオ玉（日本テレビ）
- 大笑福亭鶴びん（TBS）
- さんまのSUPERからくりTV（TBS）
- コロンブスのゆで卵（TBS）
- 輝く日本の星!（TBS）
- とんねるずのカバチ（TBS）
- 熱帯シナモンズ（TBS）
- Toki-kin急行 好きだよ!好きやねん（TBS）
- ザ・ボーダーズ（TBS）
- ウンナンの気分は上々。（TBS）
- よゐこのわるぢえ（TBS）
- SMAP×SMAP（フジテレビ・関西テレビ）
- めちゃ×2イケてるッ!（フジテレビ）
- 猛烈アジア太郎（フジテレビ）
- Oh!黄金サービス（フジテレビ）
- 前略ヒロミ様（フジテレビ）
- 志村X（フジテレビ）
- メトロポリタンジャーニー（フジテレビ）
- 上岡・ヒロミの花も嵐も（フジテレビ）
- 中山秀征の写せっ!（フジテレビ）
- 北野富士（フジテレビ）
- けんちゃんのオーマイゴッド（フジテレビ）
- ケンカの花道2（フジテレビ）
- やっぱりさんま大先生（フジテレビ）
- まけたらアカン!（フジテレビ）
- AHERA（テレビ朝日）
- アメジャリチハラ（テレビ朝日）
- Hi-Q（テレビ朝日）
- 所様はタコ（テレビ朝日）
- Q99→Q99Ⅱ（テレビ朝日）
- 爆走!ポンチーズ（テレビ朝日）
- カイカン雛スポ（テレビ朝日）
- 上岡龍太郎の金印（テレビ朝日）
- LOVERS コンチェルト（テレビ朝日）
- トレ・ポン（テレビ朝日）
- アッコの泣かしたろか!?（テレビ朝日）
- 堂本剛のDO-YA!（朝日放送）
- 親知らずバラエティー 天使の仮面!!（朝日放送）
- 大発見!恐怖の法則（朝日放送）
- 水曜どうでしょう（北海道テレビ放送）
- オハコンTV ! ZOO（九州朝日放送）
- 出動!ミニスカポリス（テレビ東京）
- 愛LOVEジュニア（テレビ東京）
- 丹波哲郎の不思議世界（テレビ東京）
- 脳みその具（テレビ東京）
- 横浜ベイビー（テレビ東京）
- 女子高生・パラクラMODE（テレビ東京）
- MEN横（テレビ東京）
- ようこそ!ペットの国（テレビ東京）
- ザ・BINGOスター（テレビ東京）
- 知ってドーするの!?（テレビ東京）
- 見た目が勝負!?（テレビ東京）
- UP TO デート（テレビ東京）
- Y2club（テレビ東京）

## クイズ番組
- デラでら!早見英語塾（中京テレビ・日本テレビ）
- クイズ天下一品博物館（TBS)
- バリキン7 賢者の戦略（TBS）
- BANG! BANG! BANG!（フジテレビ）
- クイズ!歌うぞ音楽王（フジテレビ）
- 天才!ヒポカンパス（フジテレビ）
- 天下ごめんネ!!（フジテレビ）
- カジノザウルス（関西テレビ）
- 超次元タイムボンバー（テレビ朝日）
- 燃えろ!アトランタ王（テレビ朝日）
- 決戦!クイズの帝王（テレビ東京）

## 音楽番組
- 深夜の音楽会（日本テレビ）
- 寝ドキッ!!（日本テレビ）
- 速報!歌の大辞テン（日本テレビ）
- うたばん（TBS）
- POP FILE（TBS）
- LOVE LOVEあいしてる（フジテレビ）
- P-WALKER（テレビ東京）
- 音楽牧場（テレビ東京）
- TOWER COUNTDOWN（テレビ東京）

## 特別番組
- 1月1日
  - 平成あっぱれテレビ（日本テレビ）
  - 初詣!爆笑ヒットパレード（フジテレビ）
  - タモリ・たけし・さんまBIG3 世紀のゴルフマッチ（フジテレビ）
  - 第33回新春かくし芸大会（フジテレビ）
- 3月29日、10月5日、10月22日、12月24日 - 電波少年INTERNATIONAL（日本テレビ）
- 4月6日 
  - ビートたけしのお笑いウルトラクイズ（日本テレビ）
- 7月13日〜7月14日 - FNSの日10周年記念 1億2500万人の超夢リンピック（フジテレビ/FNS25局）
- 8月24日〜8月25日 - 24時間テレビ19「愛は地球を救う」（日本テレビ/NNN・NNS31局）
- 11月2日〜11月3日 - 熱血27時間 炎のチャレンジ宣言（テレビ朝日/ANN24局）
- 12月21日
  - さんま&SMAP!美女と野獣のクリスマススペシャル（日本テレビ）
- 12月25日
  - 笑っていいとも!クリスマス特大号（フジテレビ）
  - '96夜のヒットスタジオ超X'masデラックスinニューヨーク（フジテレビ）
- 12月26日
  - 実録!!世にも奇妙な事件簿2（フジテレビ）
- 12月27日
  - ドキュメンタリー"記憶をみつめて"（NHK総合）
  - MUSIC STATION SPECIAL SUPER LIVE'96（テレビ朝日）
  - 明石家サンタの3日遅れのクリスマスプレゼントショー（フジテレビ）
- 12月29日
  - 明石家さんまの世にも不思議な名前物語（日本テレビ）
- 12月30日
  - 超豪華!史上最強!ものまねバトル大賞8（日本テレビ）
- 12月31日
  - 第47回NHK紅白歌合戦（NHK総合）
  - 紅白なんてブッ飛ばせそんなアナタもお祭りちゃん'96大晦日スペシャル（日本テレビ）
  - SMAP年越し野外生放送大宴会SP with Kinki（日本テレビ）
  - 今夜は寝かさないぞ!10時間スペシャル（テレビ朝日）
  - 第36回輝く!日本レコード大賞（TBS）
  - 年忘れにっぽんの歌（テレビ東京）
  - 北野・明石家の俺たちのワイドショー（フジテレビ）

## この年のキャンペーン
- 「そんなあなたも、日テレちゃん。」（日本テレビ）
- 「歌え フジテレビの歌」（フジテレビ）
- 「が、いいね!」（テレビ朝日）